# Biserica de lemn Sf. Arhangheli din Dobricul Lăpușului

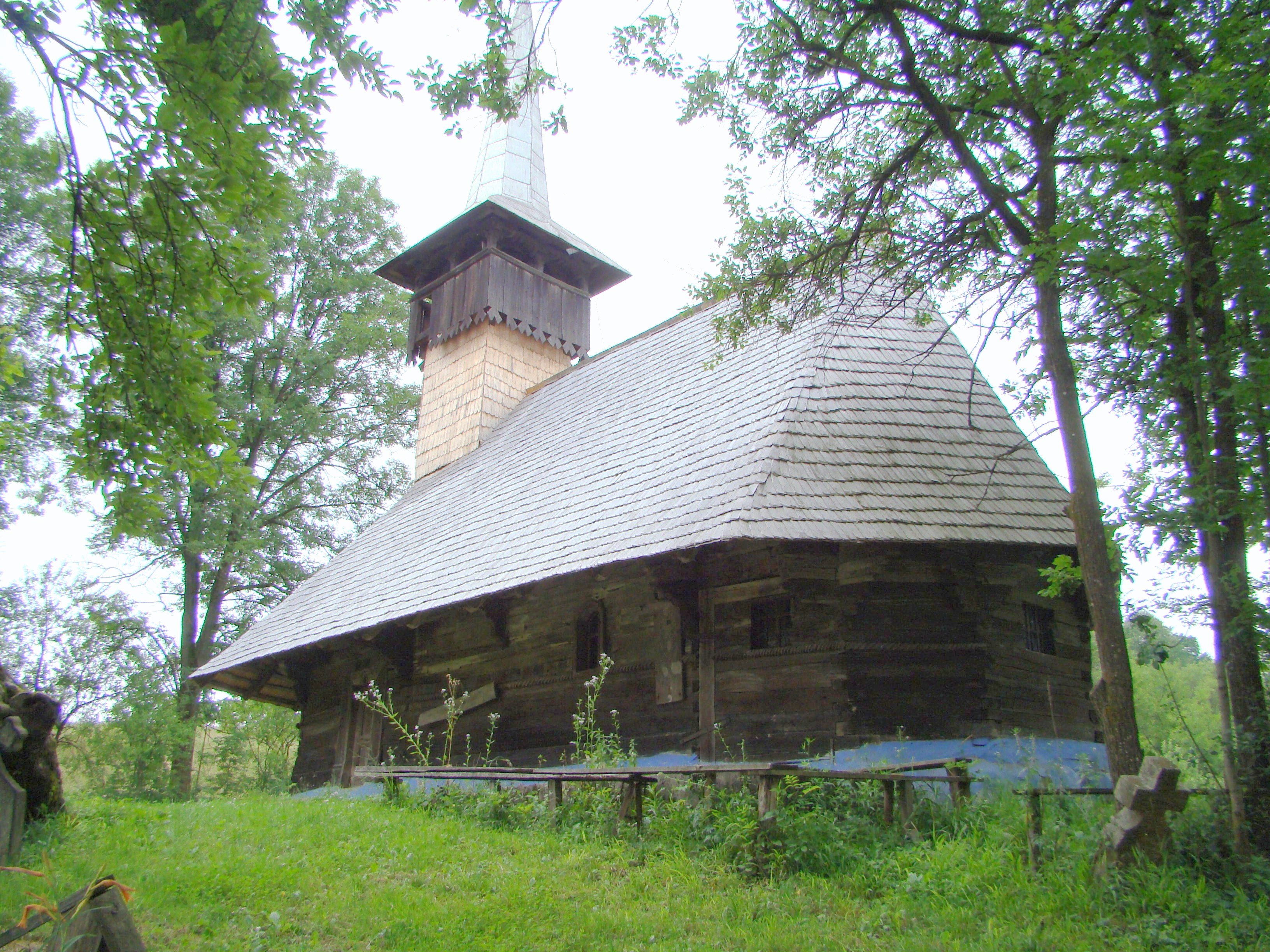
Biserica de lemn „Sfinţii Arhangheli”, sat Dobricu Lăpuşului, judeţul Maramureş, foto: iunie 2009.

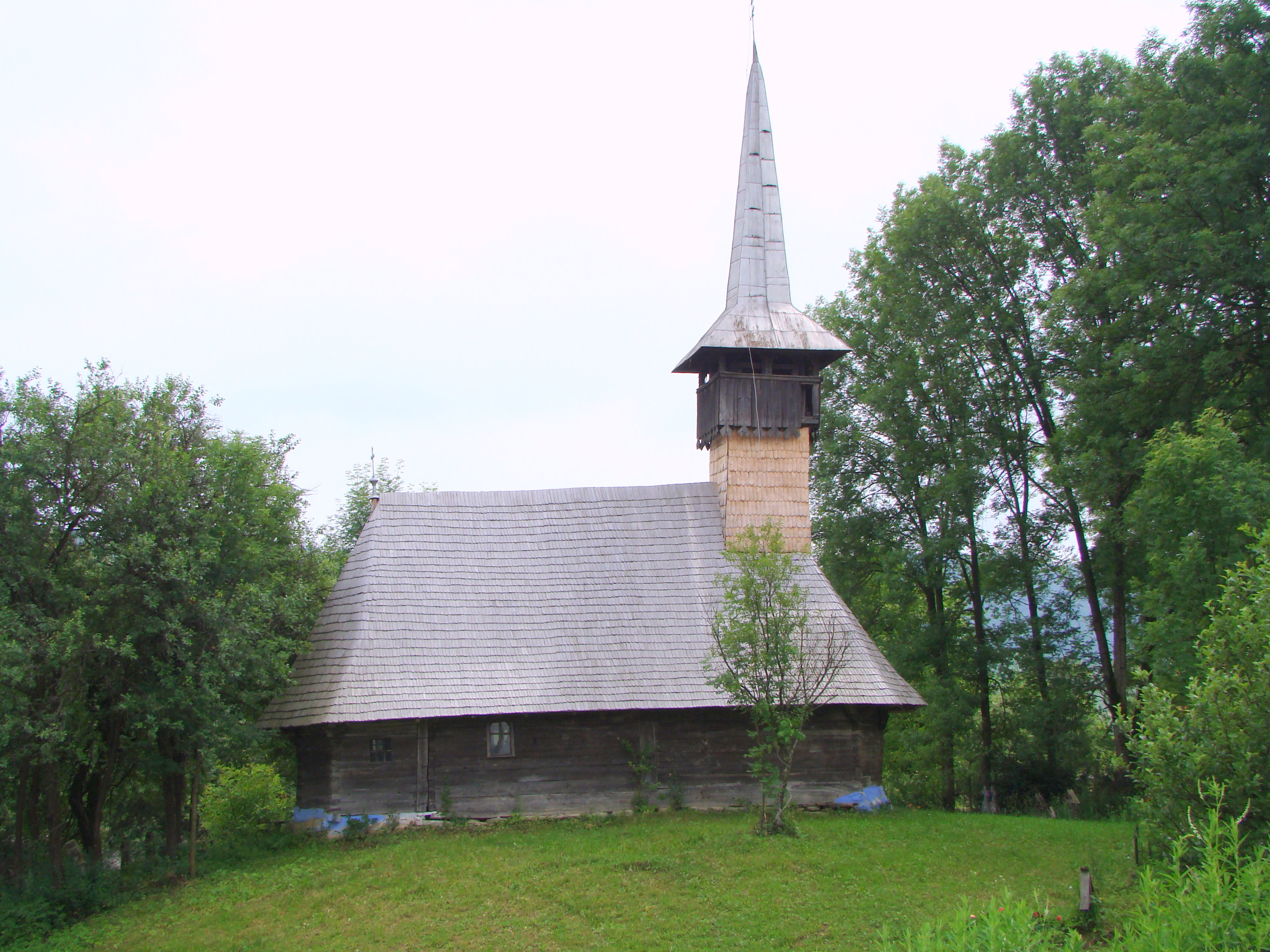
Biserica de lemn „Sfinţii Arhangheli”, sat Dobricu Lăpuşului, judeţul Maramureş, foto: iunie 2009.

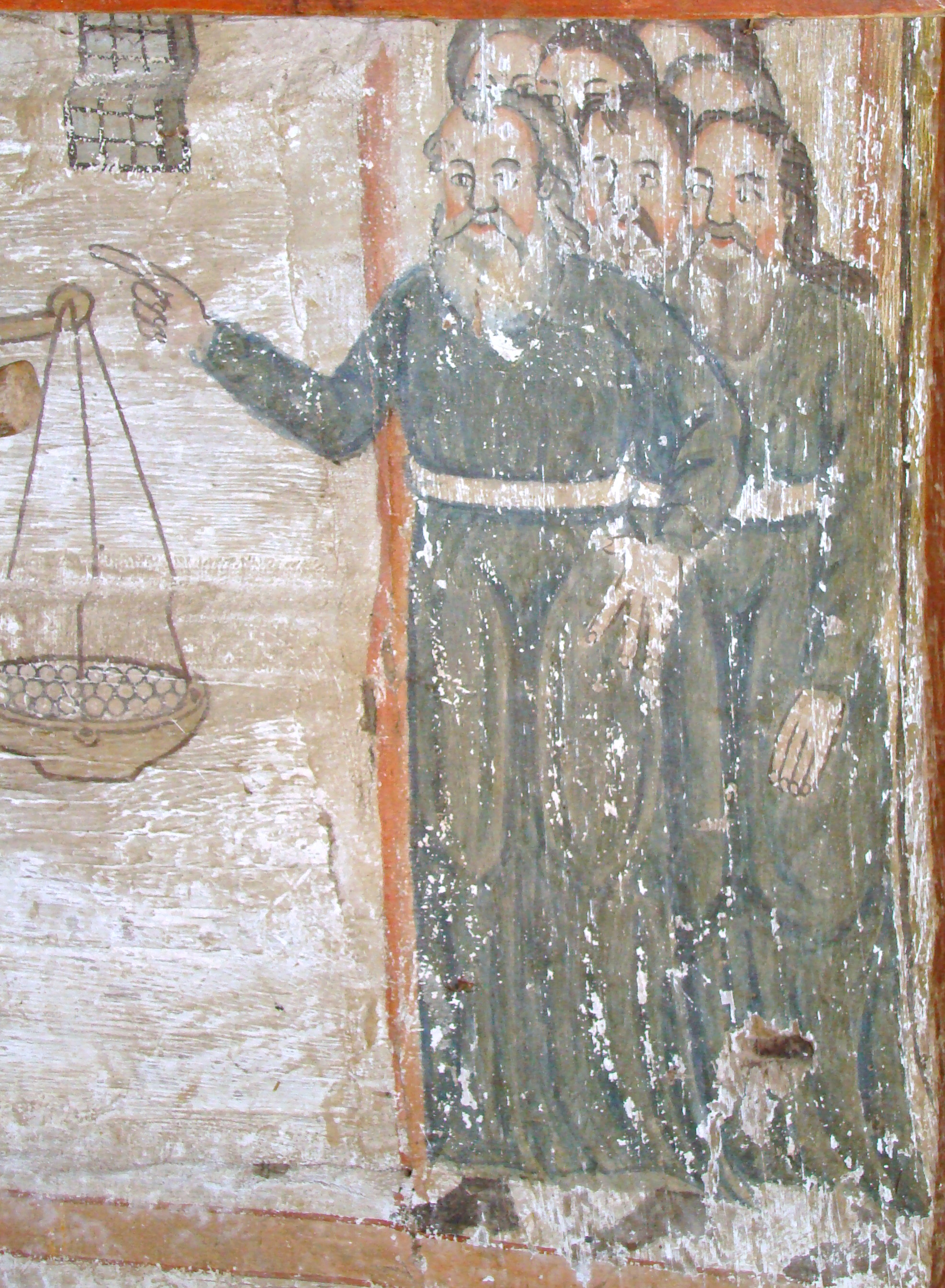

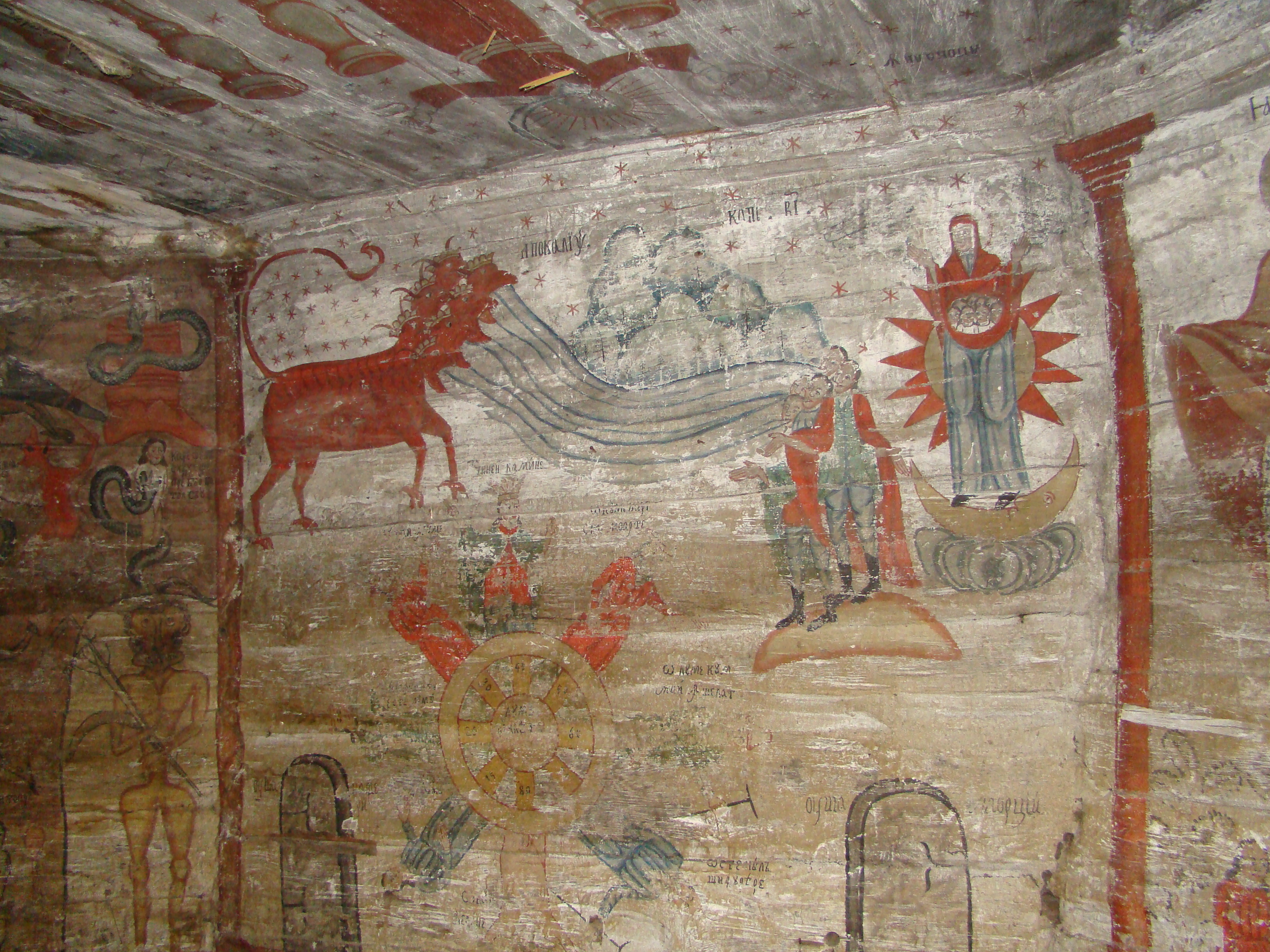
Pictura din pronaos

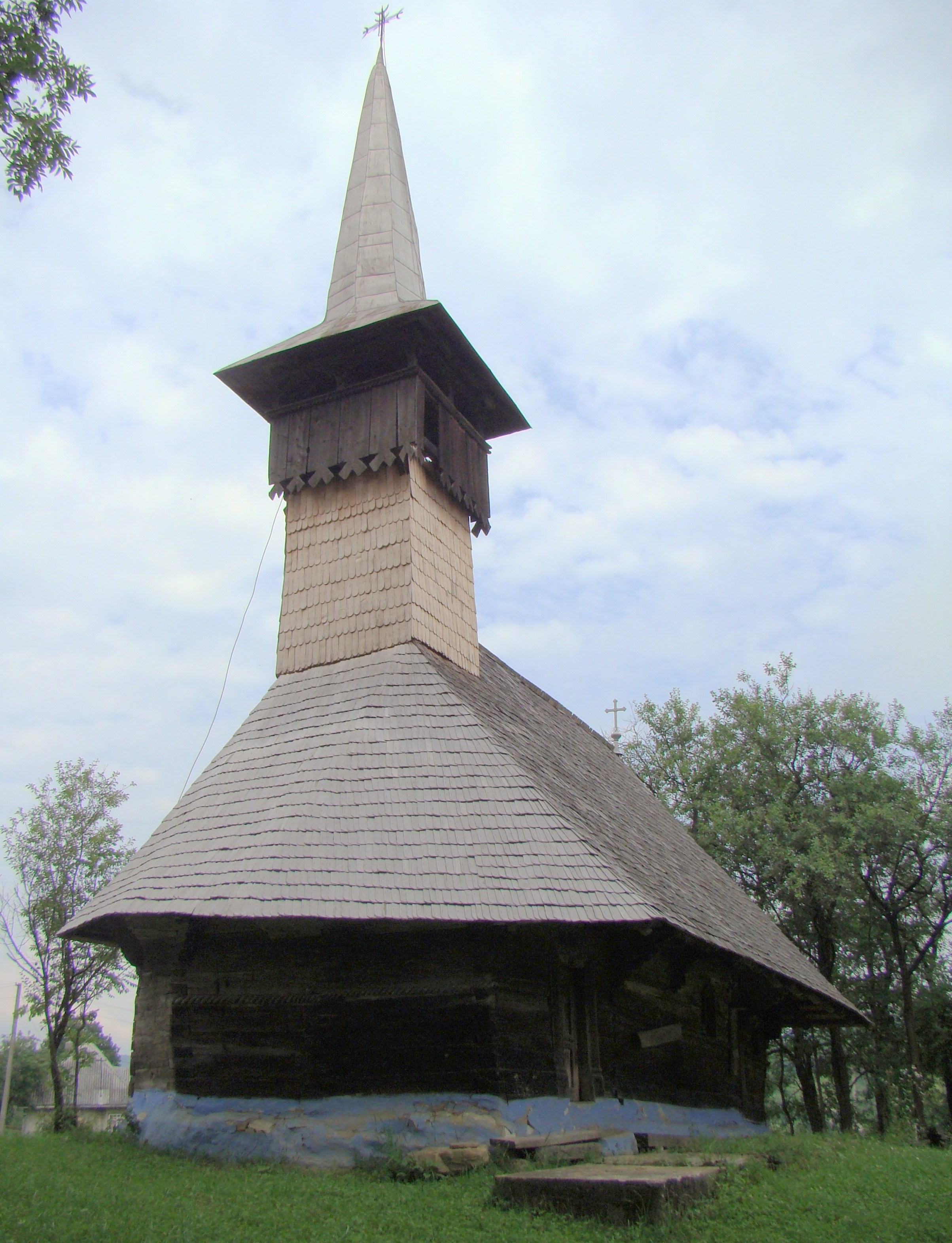
Biserica (sud-vest)

Biserica de lemn „Sfinții Arhangheli Mihail și Gavril” din Dobricu Lăpușului, județul Maramureș, datează din anul 1740. Biserica se află pe noua listă a monumentelor istorice sub codul:  MM-II-m-A-04568

## Istoric și trăsături
Biserica din deal, fostă greco-catolică, având hramul „Sfinții Arhangheli”, se remarcă prin particularitățile planimetriei și ale decorului. Ies în evidență forma poligonală a pronaosului, decuparea în acoladă a intrării, aflată pe latura sudică, și brâul sculptat în torsadă ce înconjoară pereții, cu excepția celui nordic.
Decorul pictat al interioarelor diferă de la o încăpere la alta, fiind executat în epoci deosebite. Pictura altarului este mai recentă, fiind în fapt o repictare, lipsită de calități artistice. Pictura din naos este mai veche și poate fi atribuită zugravului Radu Munteanu. Bolta este compartimentată prin benzi late, ornamentate cu motive florale, fiind înfățișate scene din Geneză și din Patimile Domnului, iar pe pereți episoade din Vechiul și Noul Testament. Datarea picturii se poate face cu ajutorul icoanelor, contemporane cu pictura murală, una poartă anul 1798, iar alta 1800. 
Pictura pronaosului diferă de cea a naosului și îi este anterioară (deschiderile din peretele despărțitor mutilează pictura pronaosului, dar nu și pe cea a naosului). Tema principală este Judecata de apoi, amintind de pronaosul bisericii din Lăpuș.
Deși pe lista monumentelor istorice biserica este trecută ca fiind edificată în secolul XVIII, forma poligonală a pronaosului, decuparea în acoladă a intrării, brâul în frânghie răsucită, dimensiunile mici ale turnului sunt caracteristice monumentelor anterioare secolului al XVIII-lea.

## Imagini din exterior

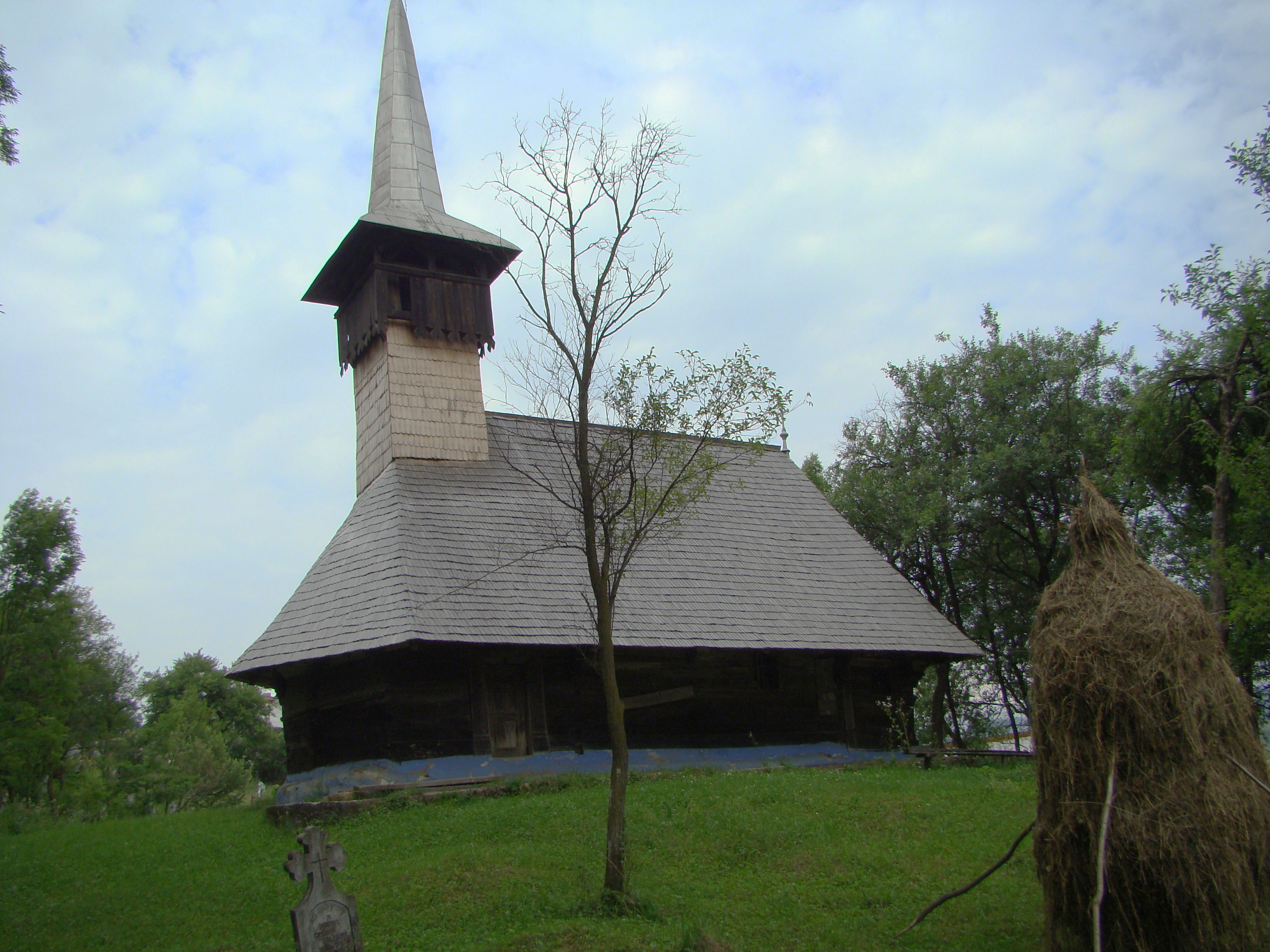
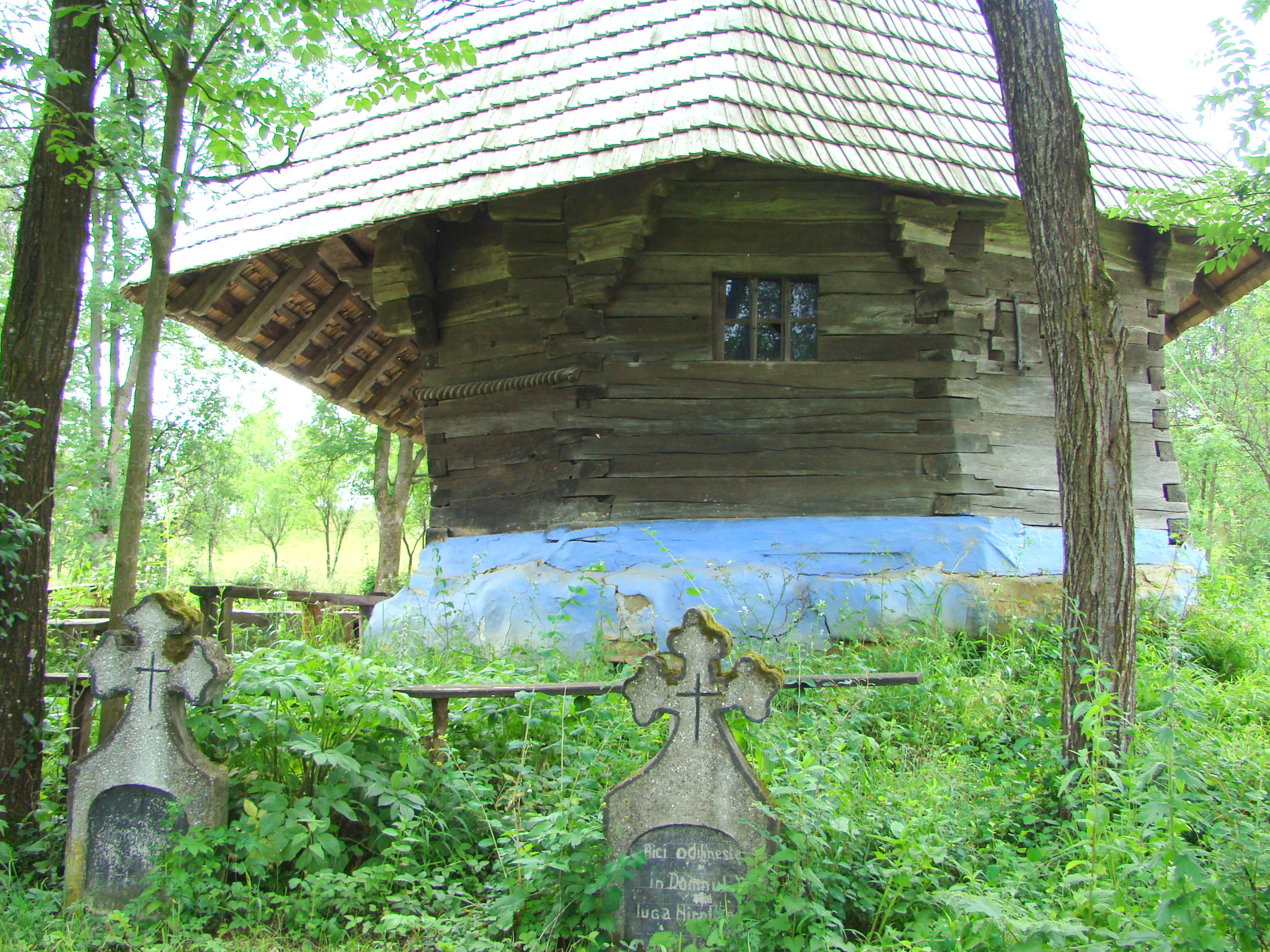
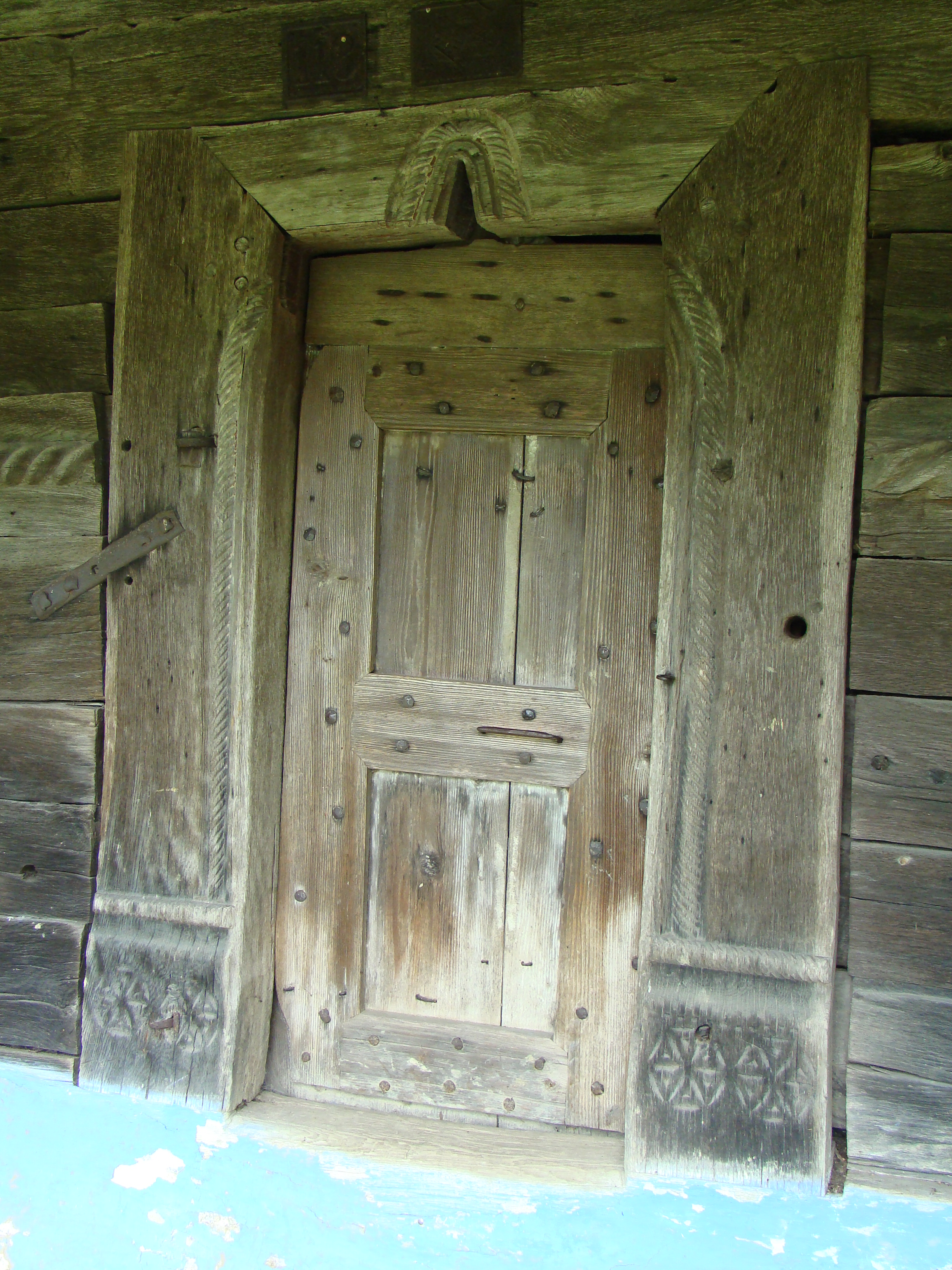
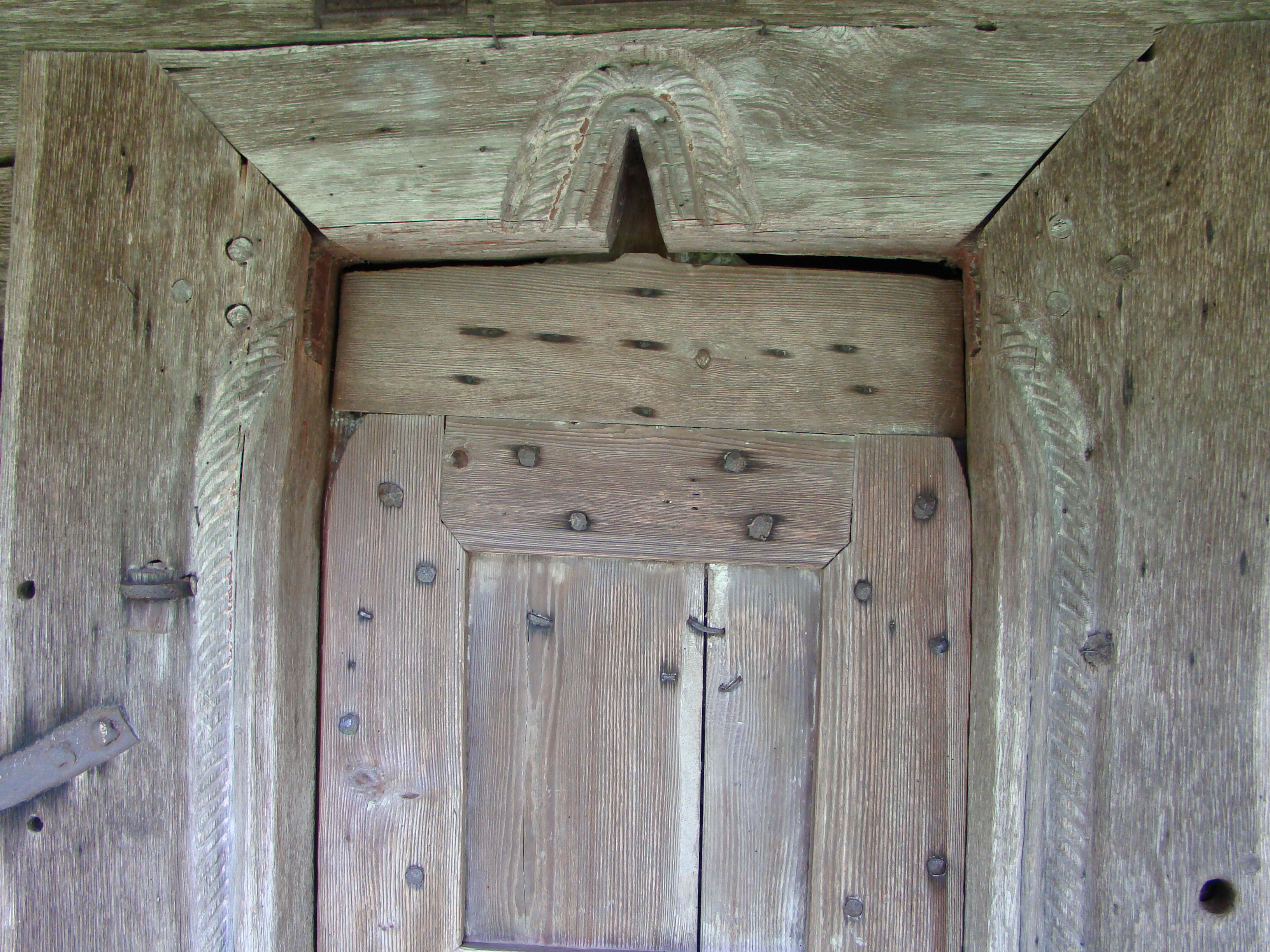
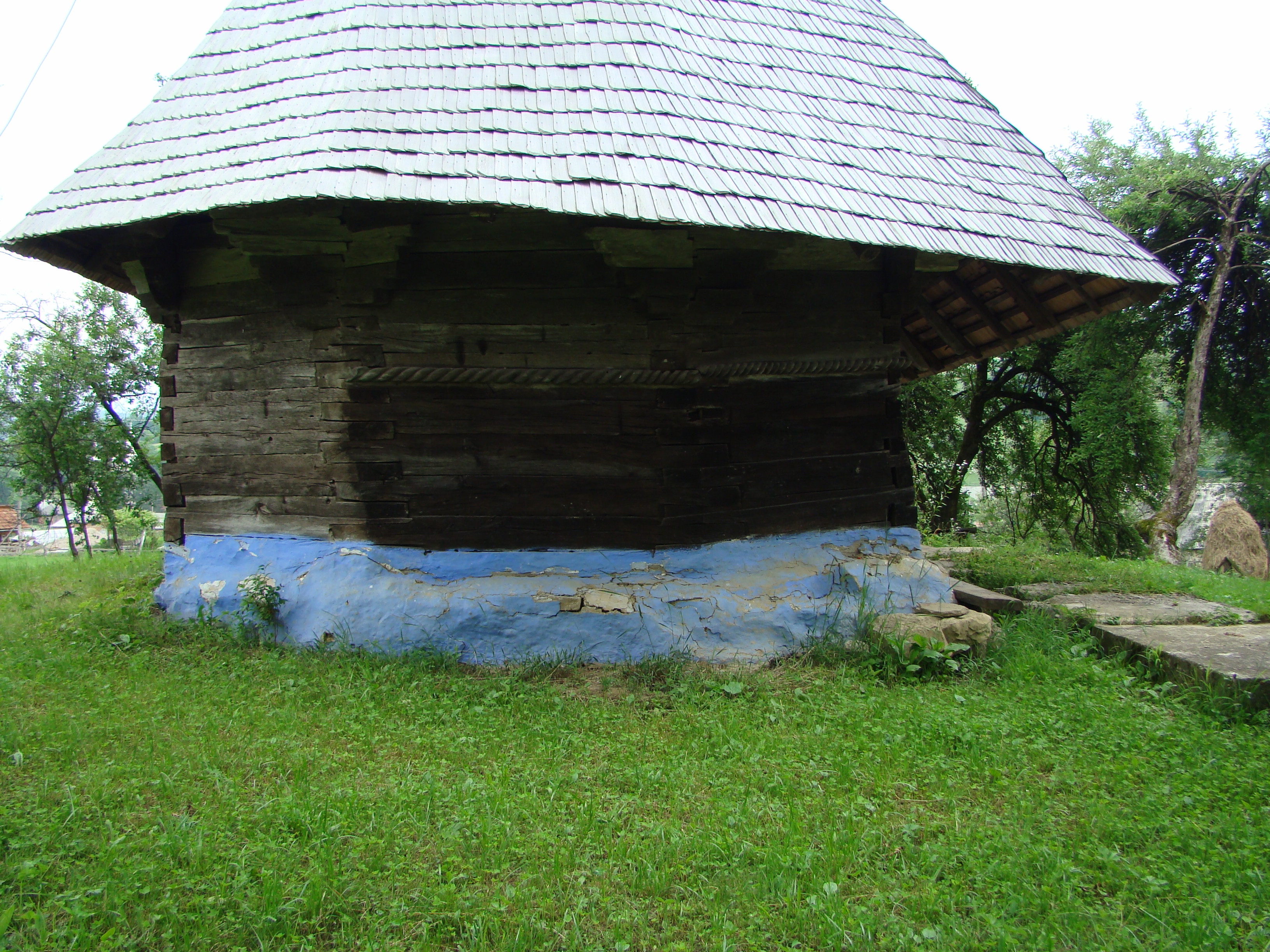
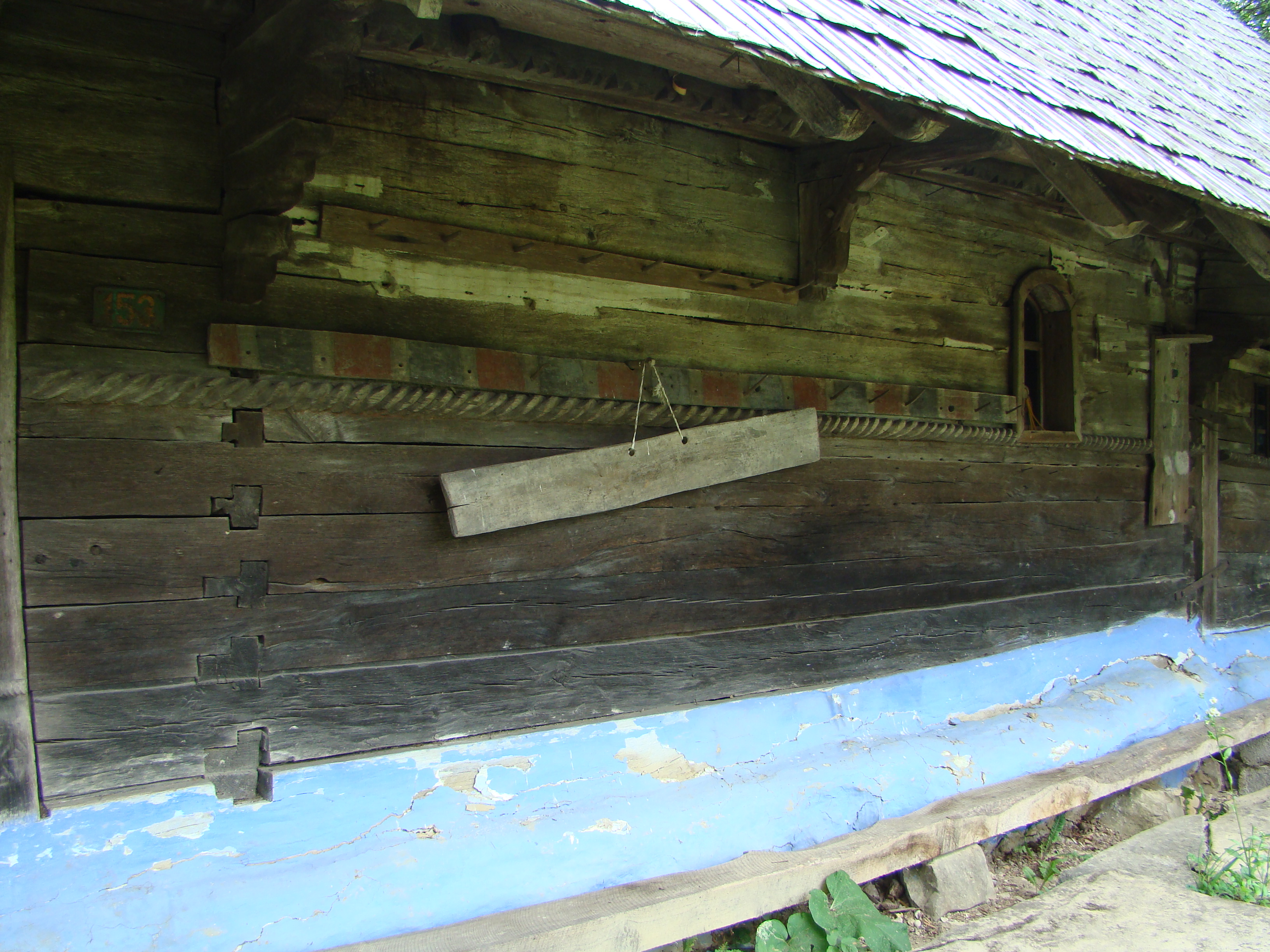
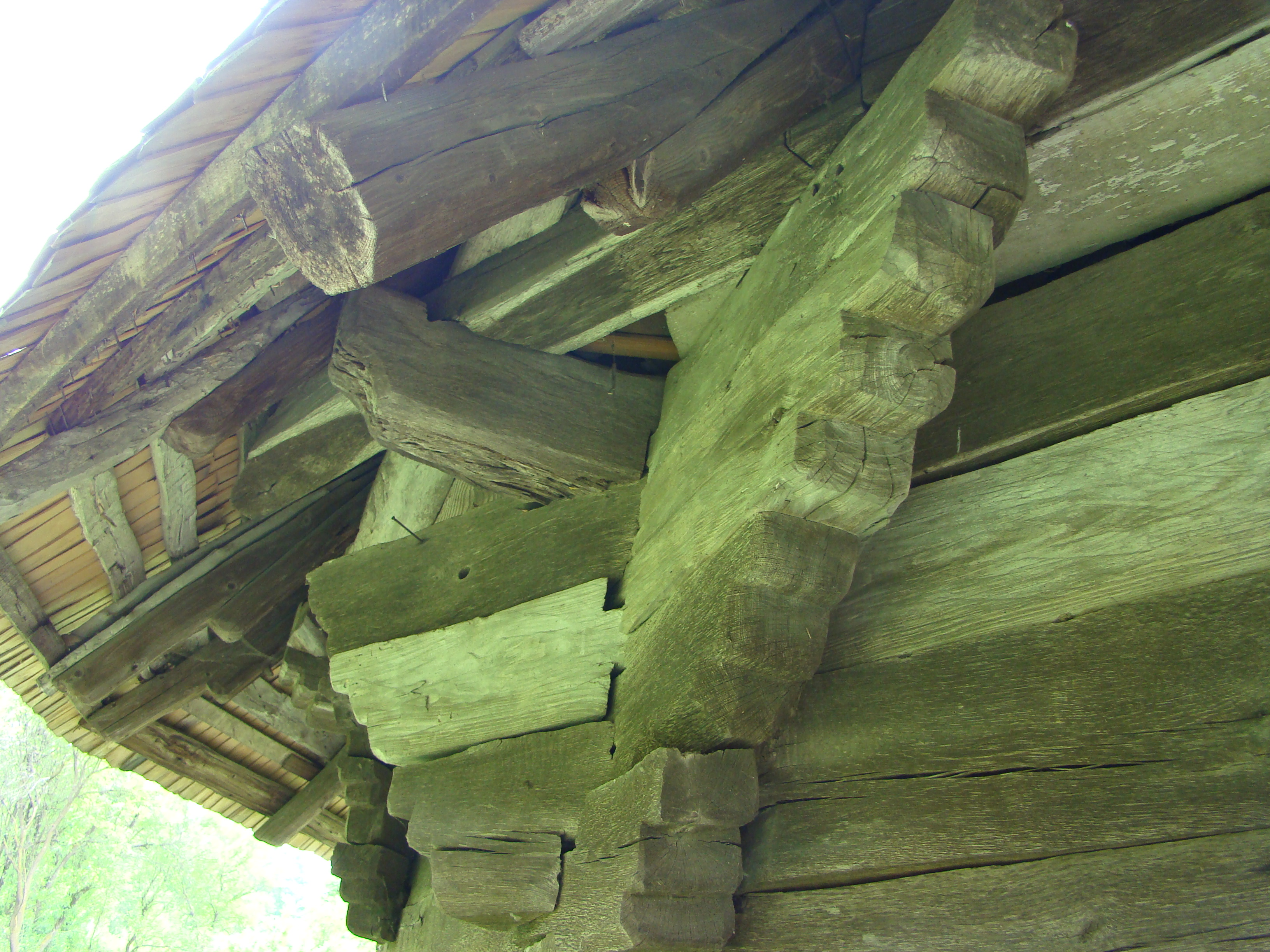
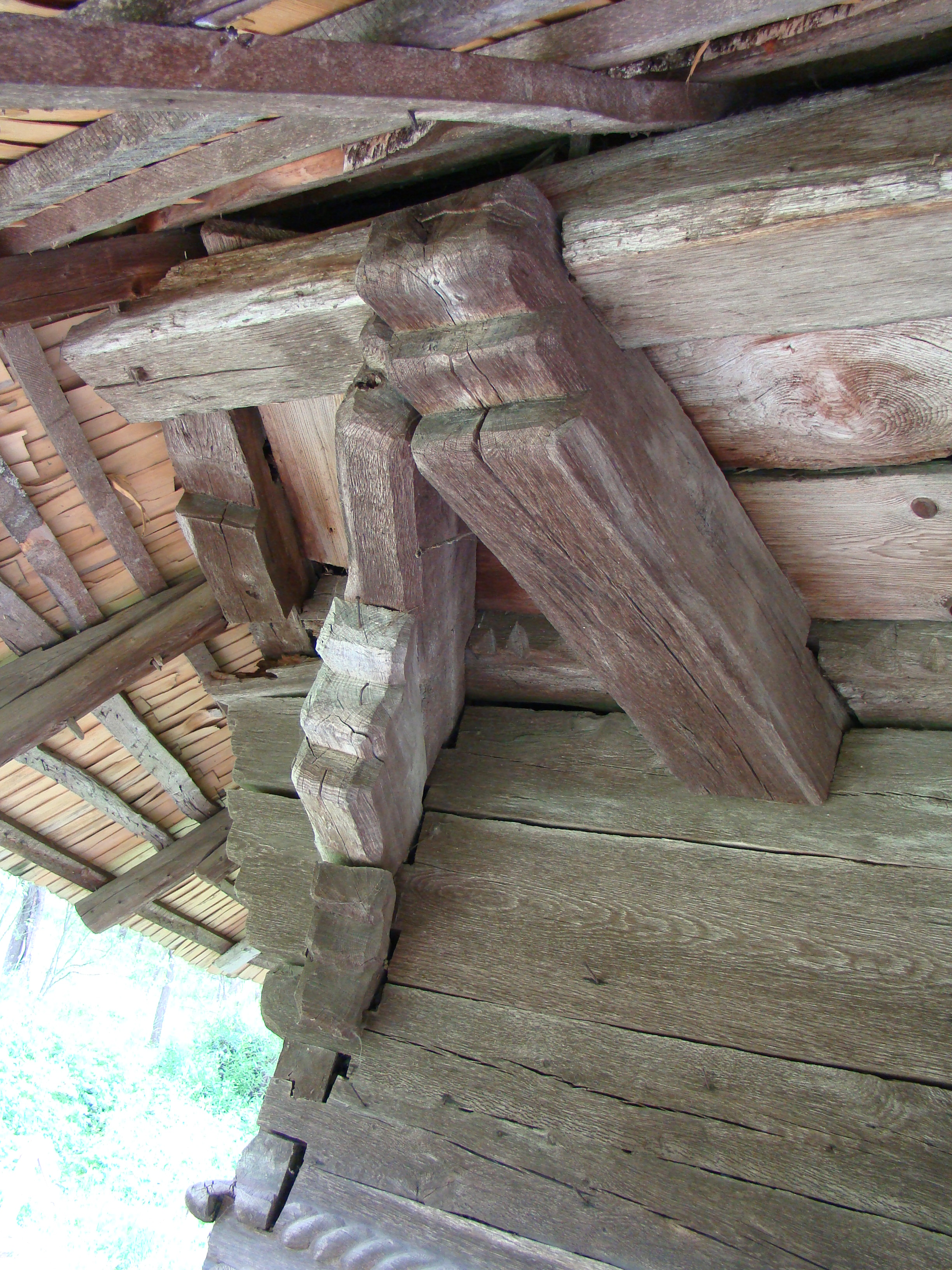
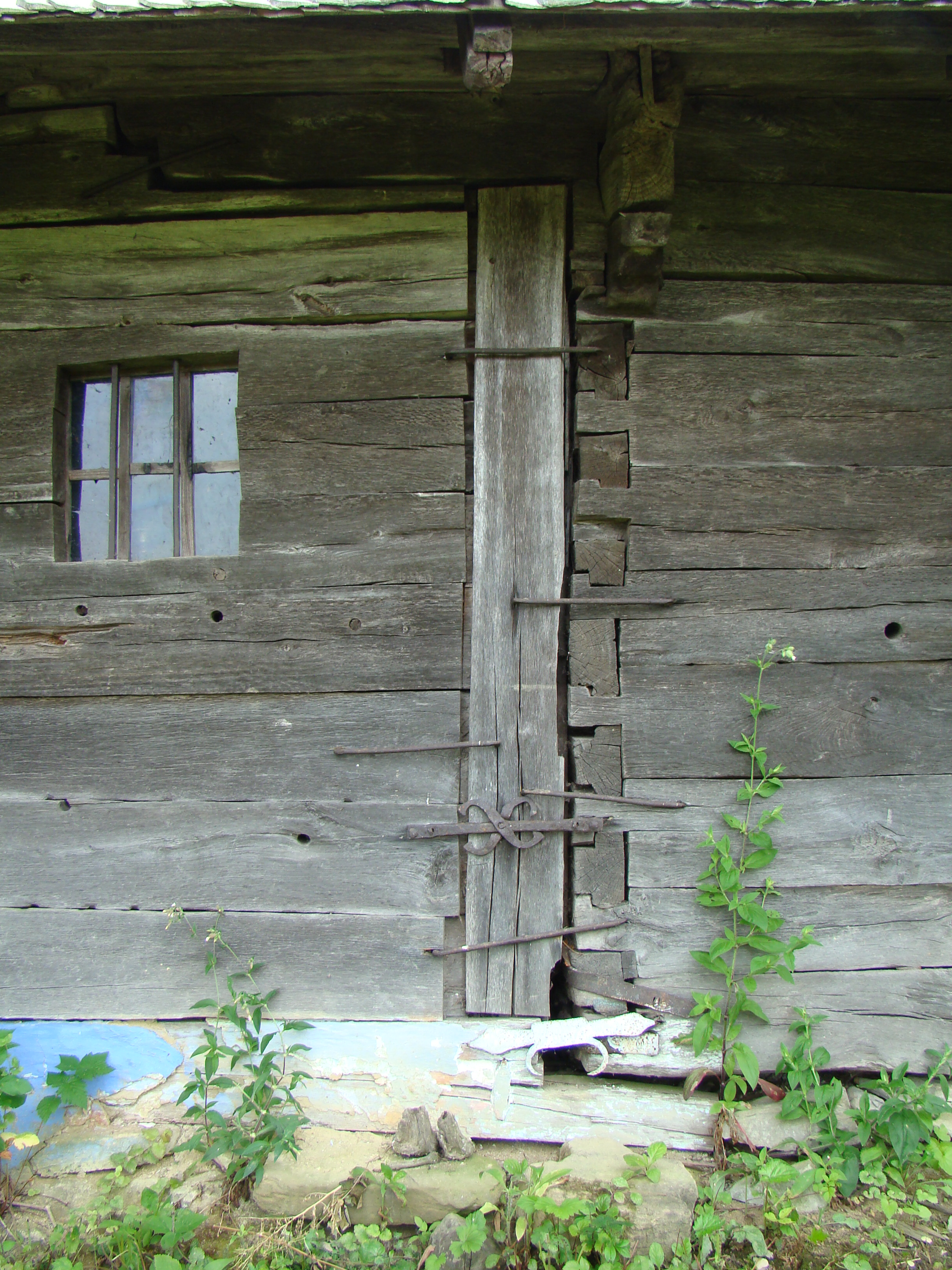
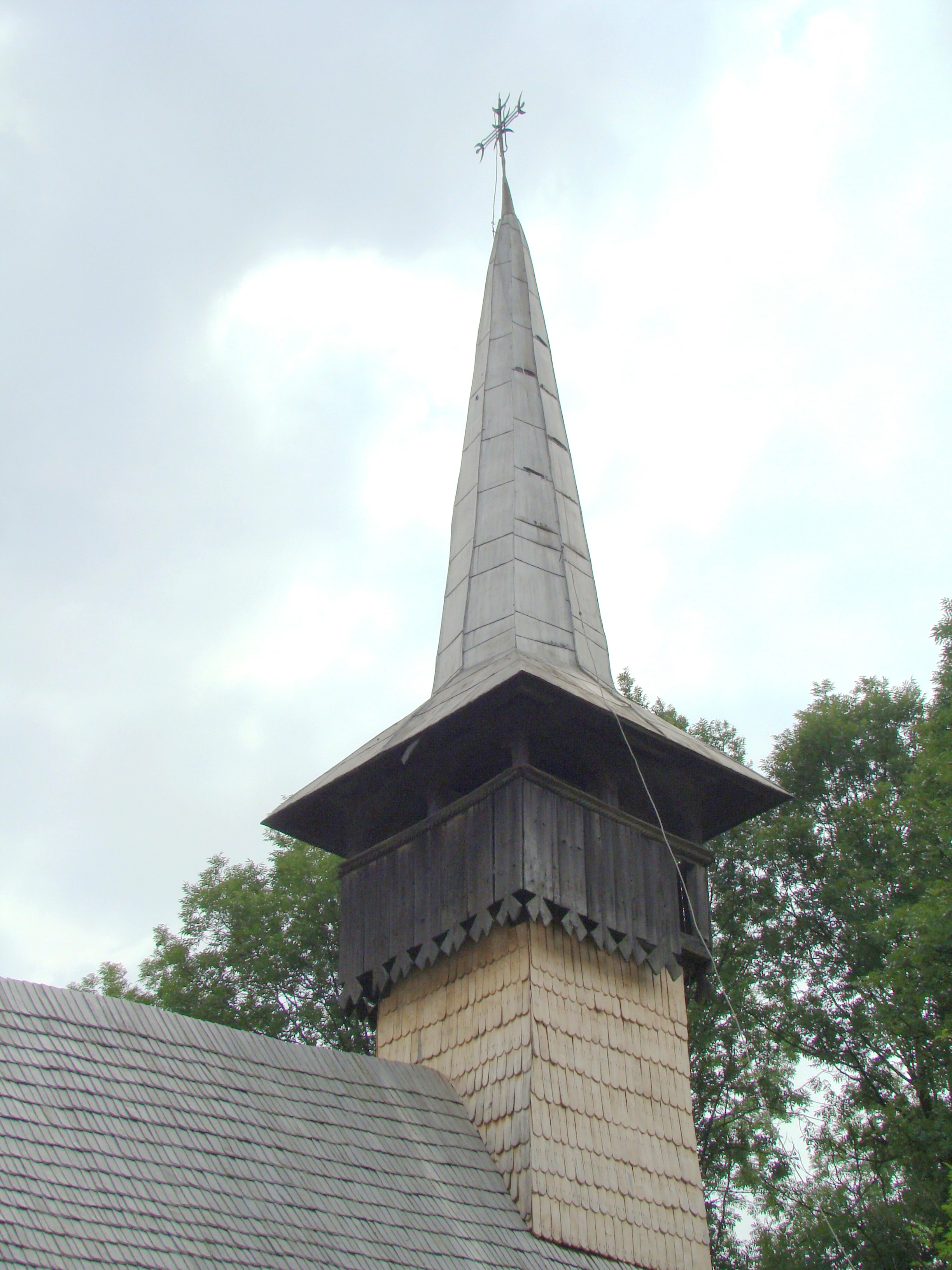
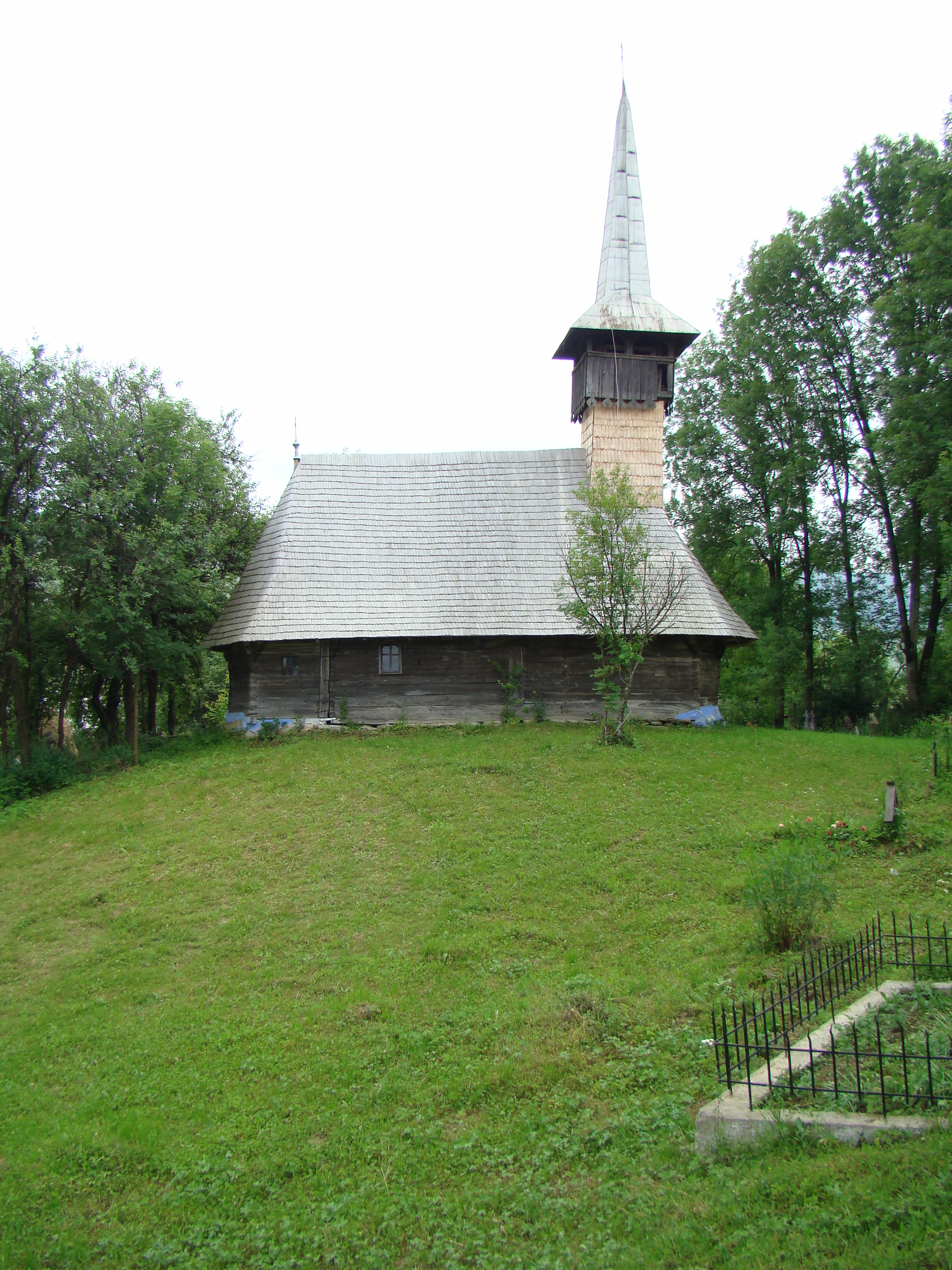
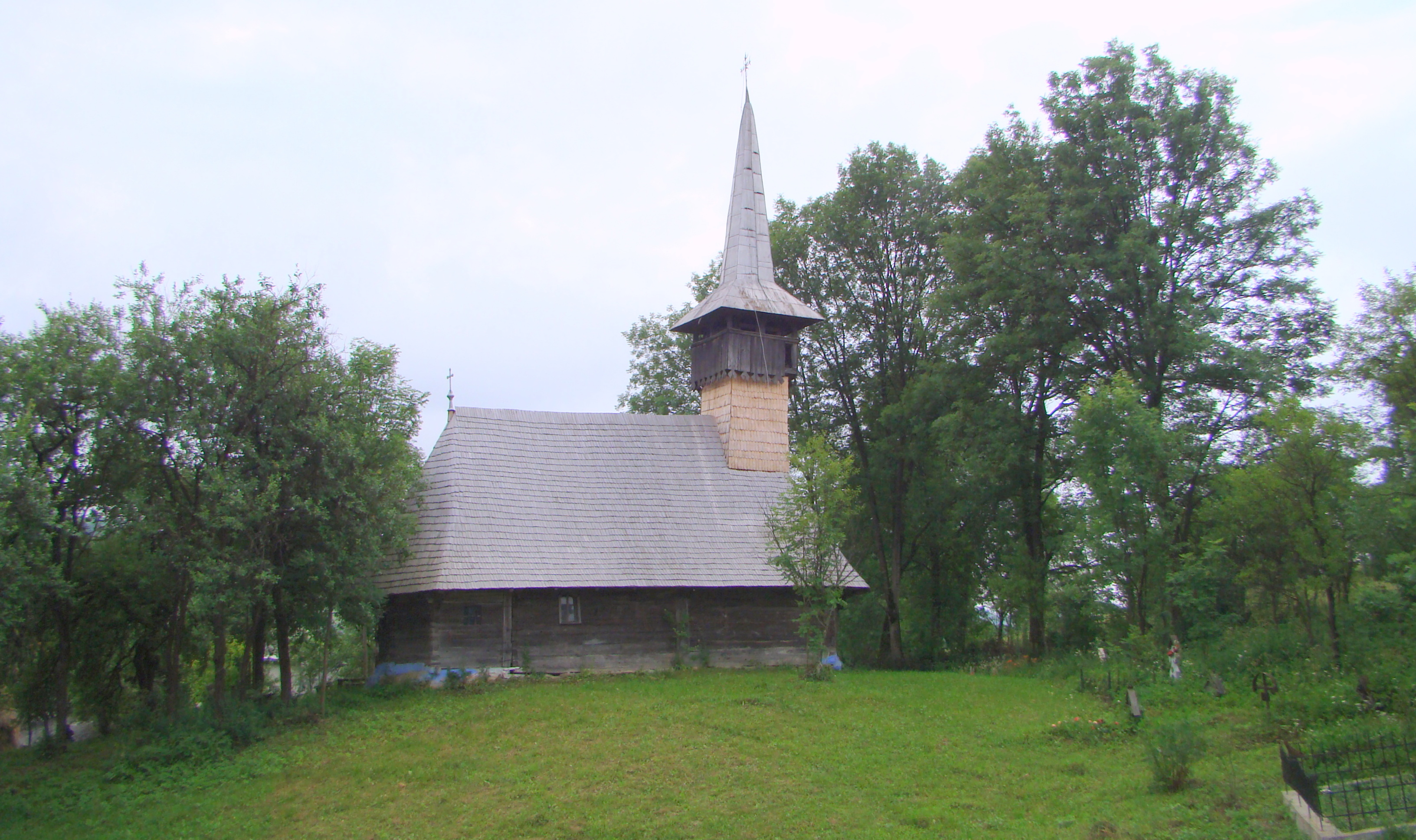

## Imagini din interior

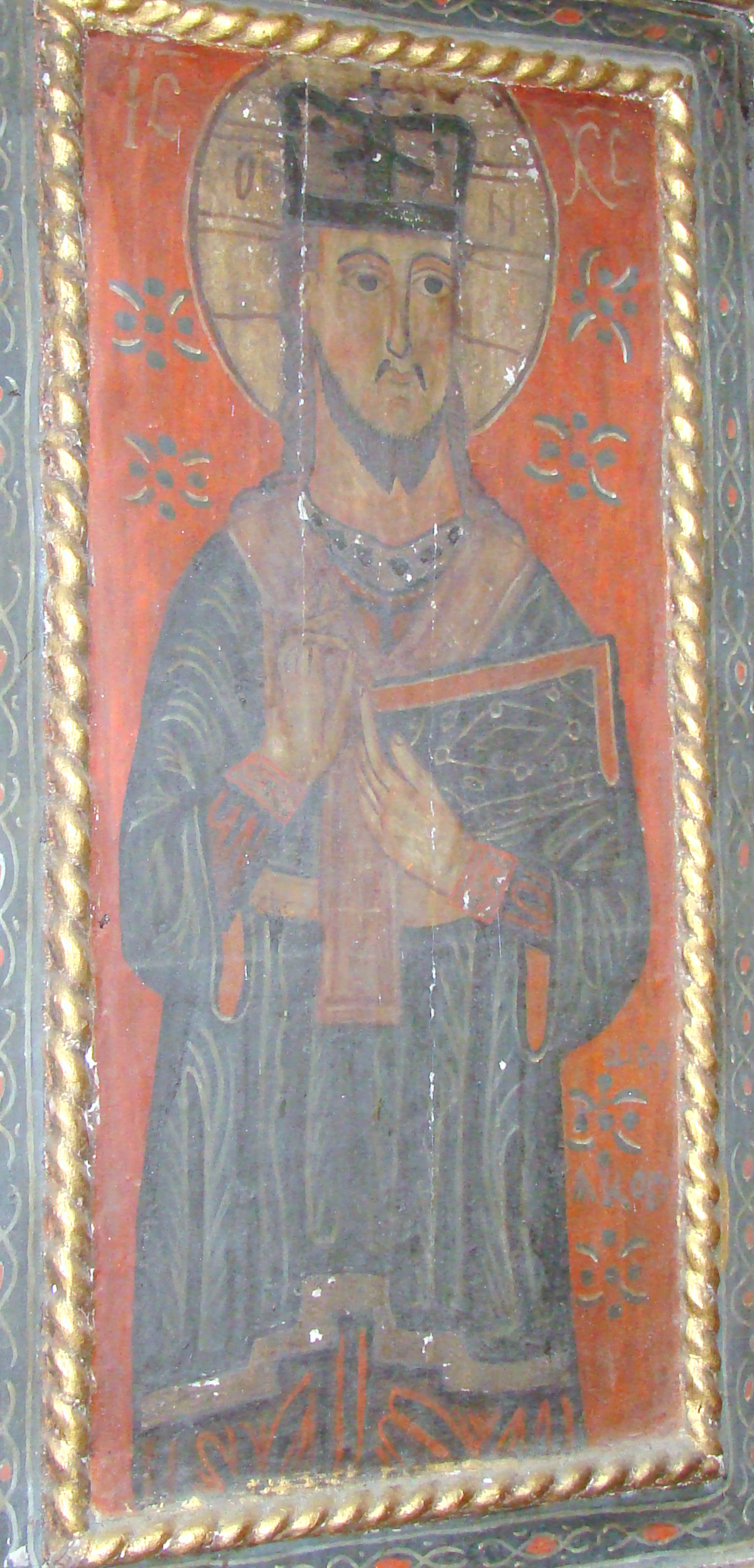
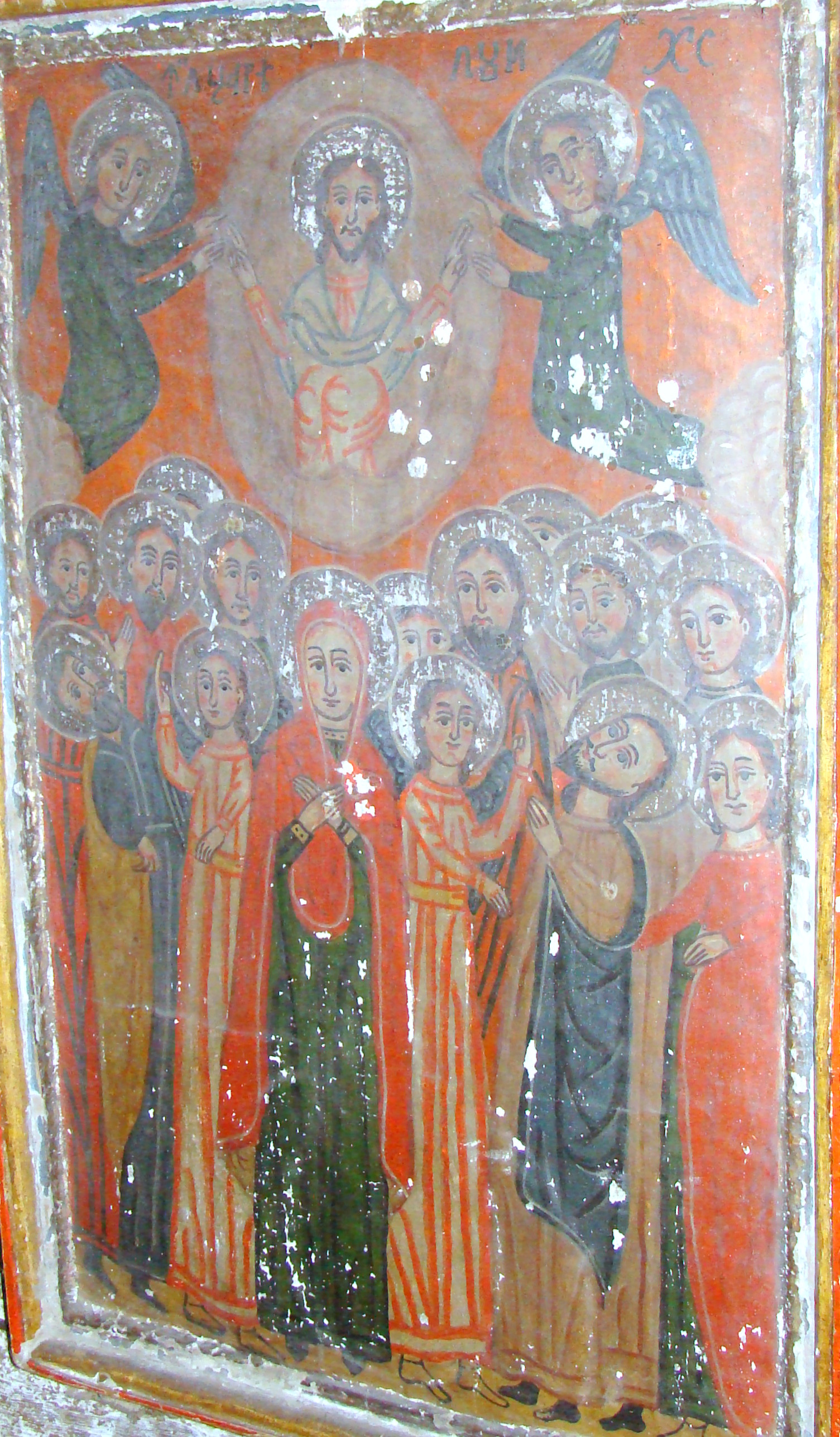
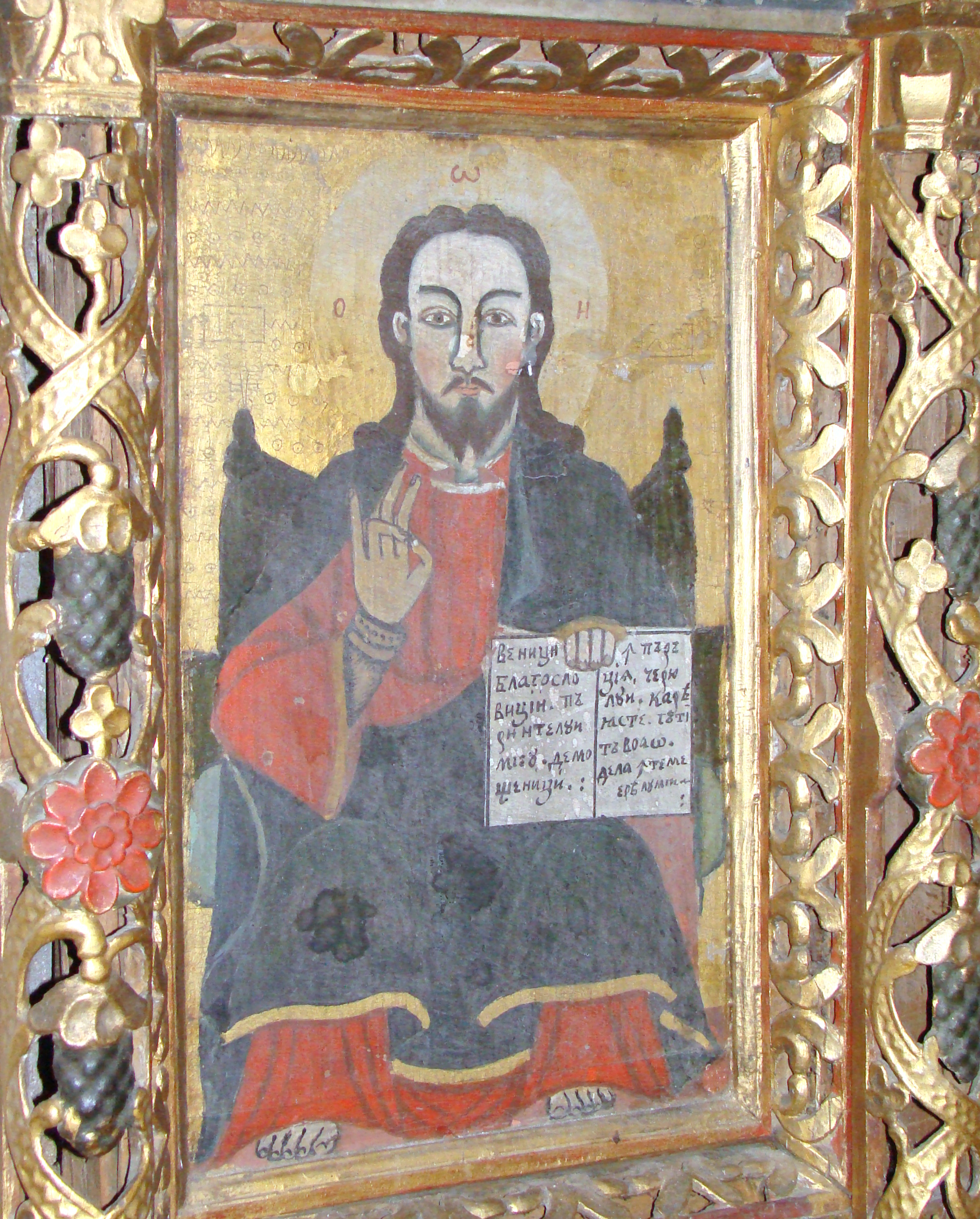
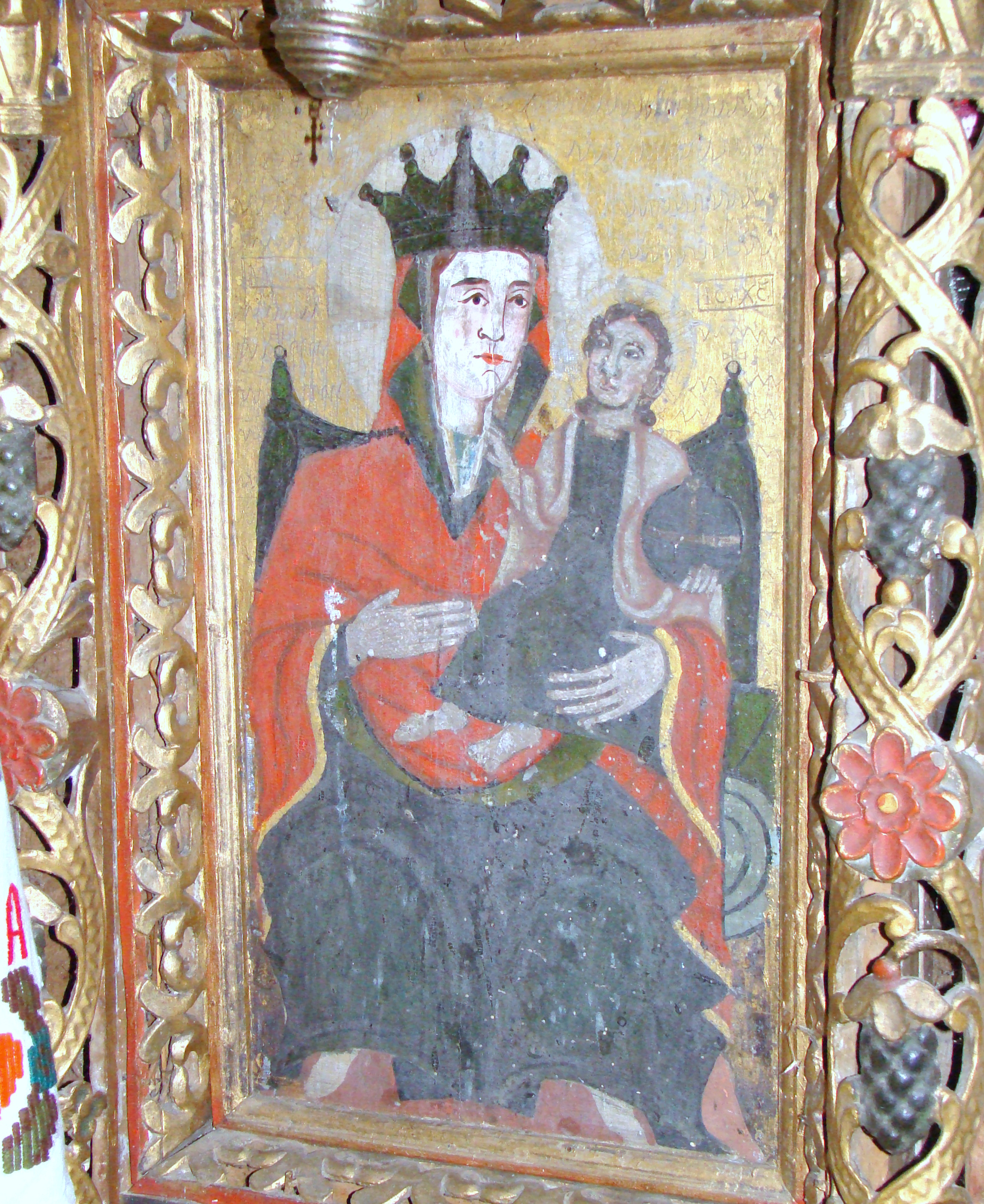
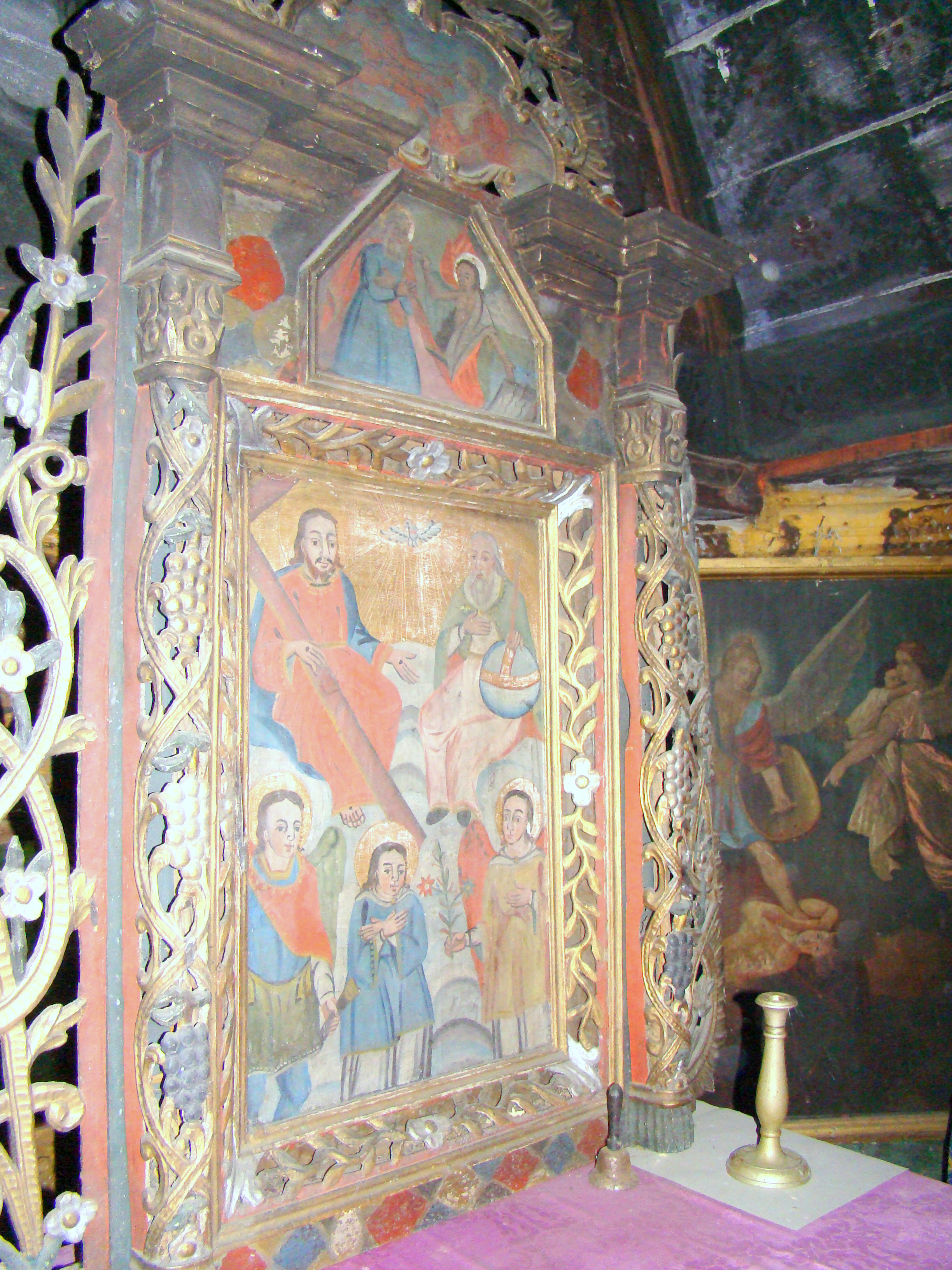
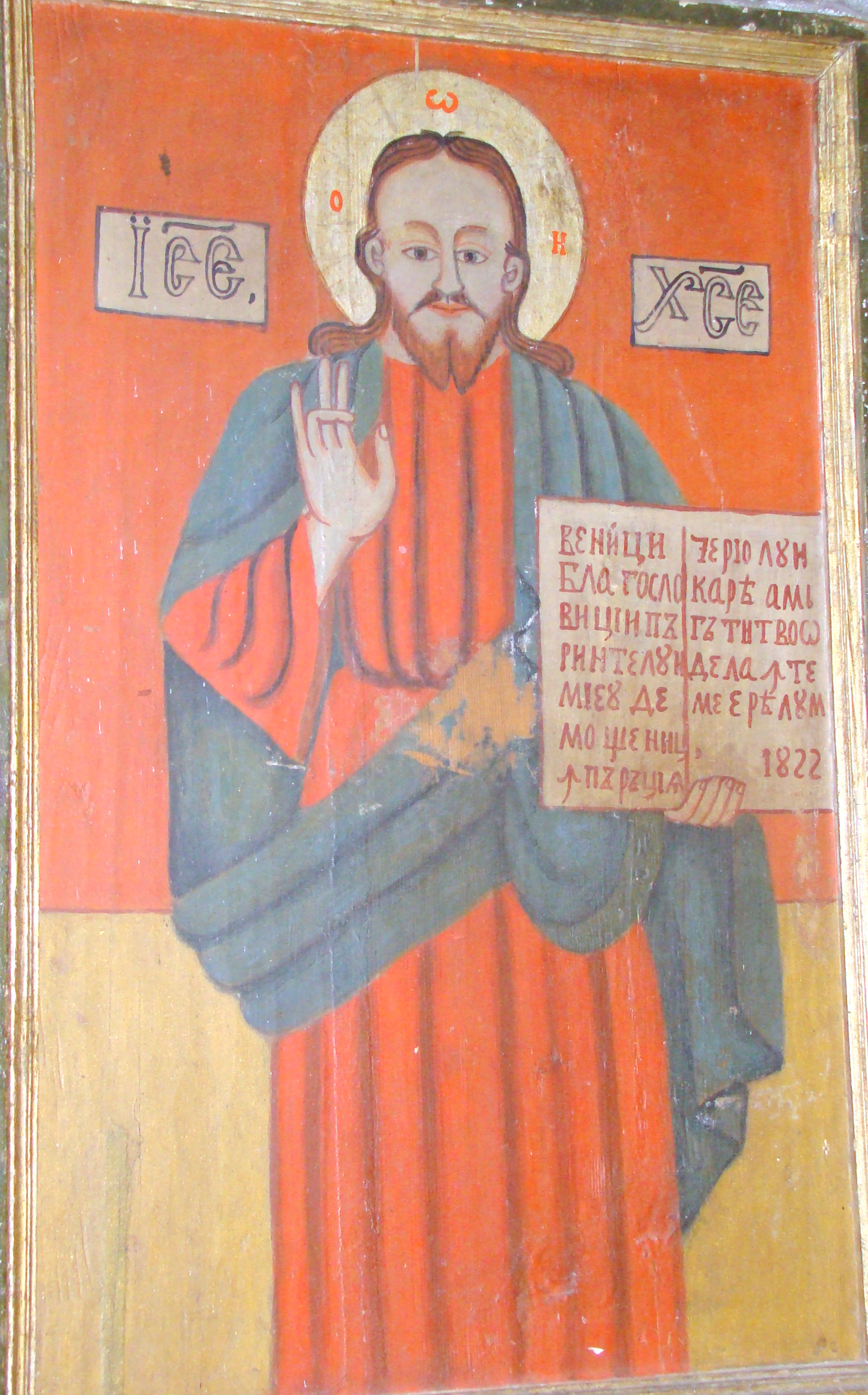
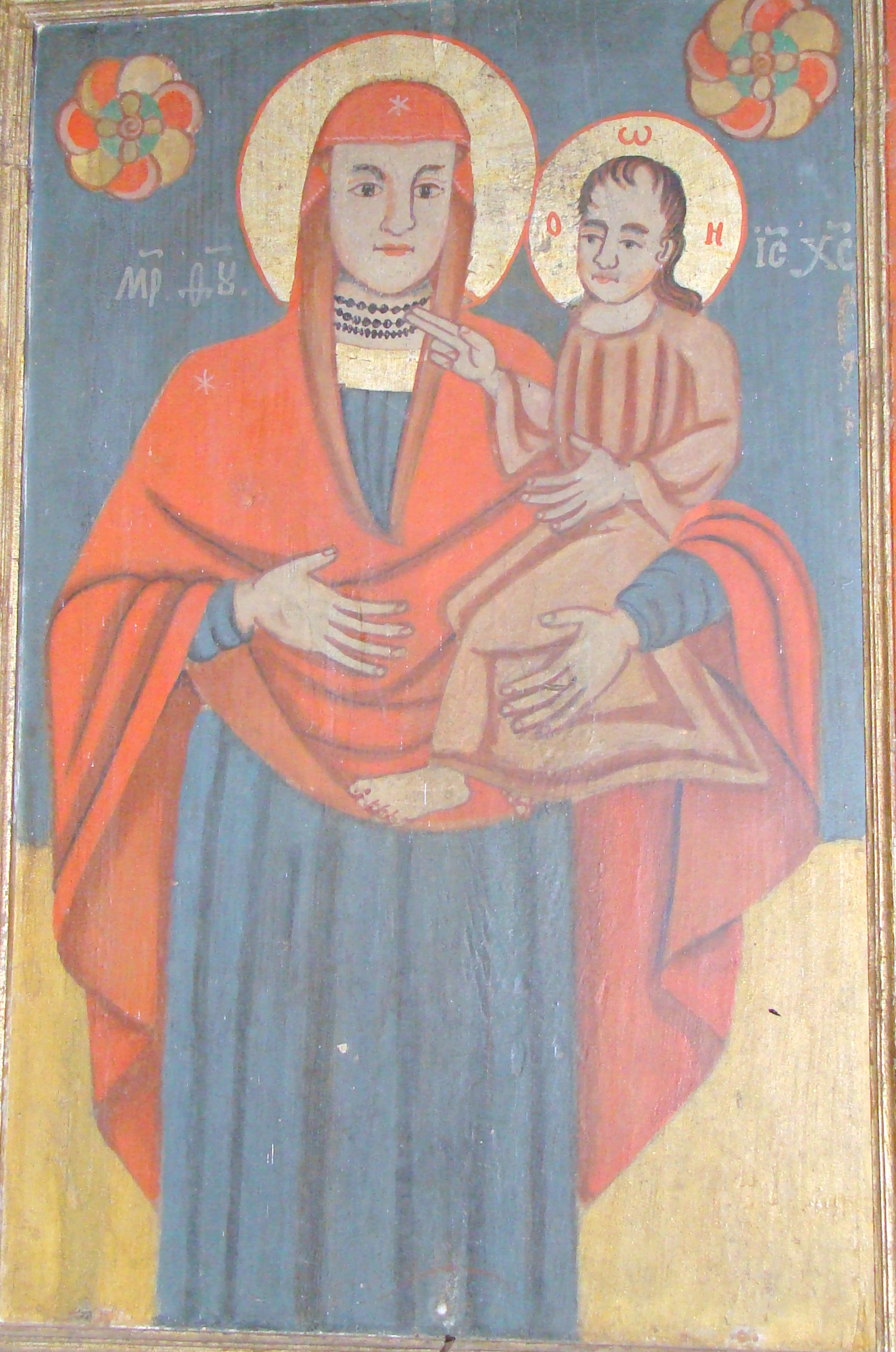
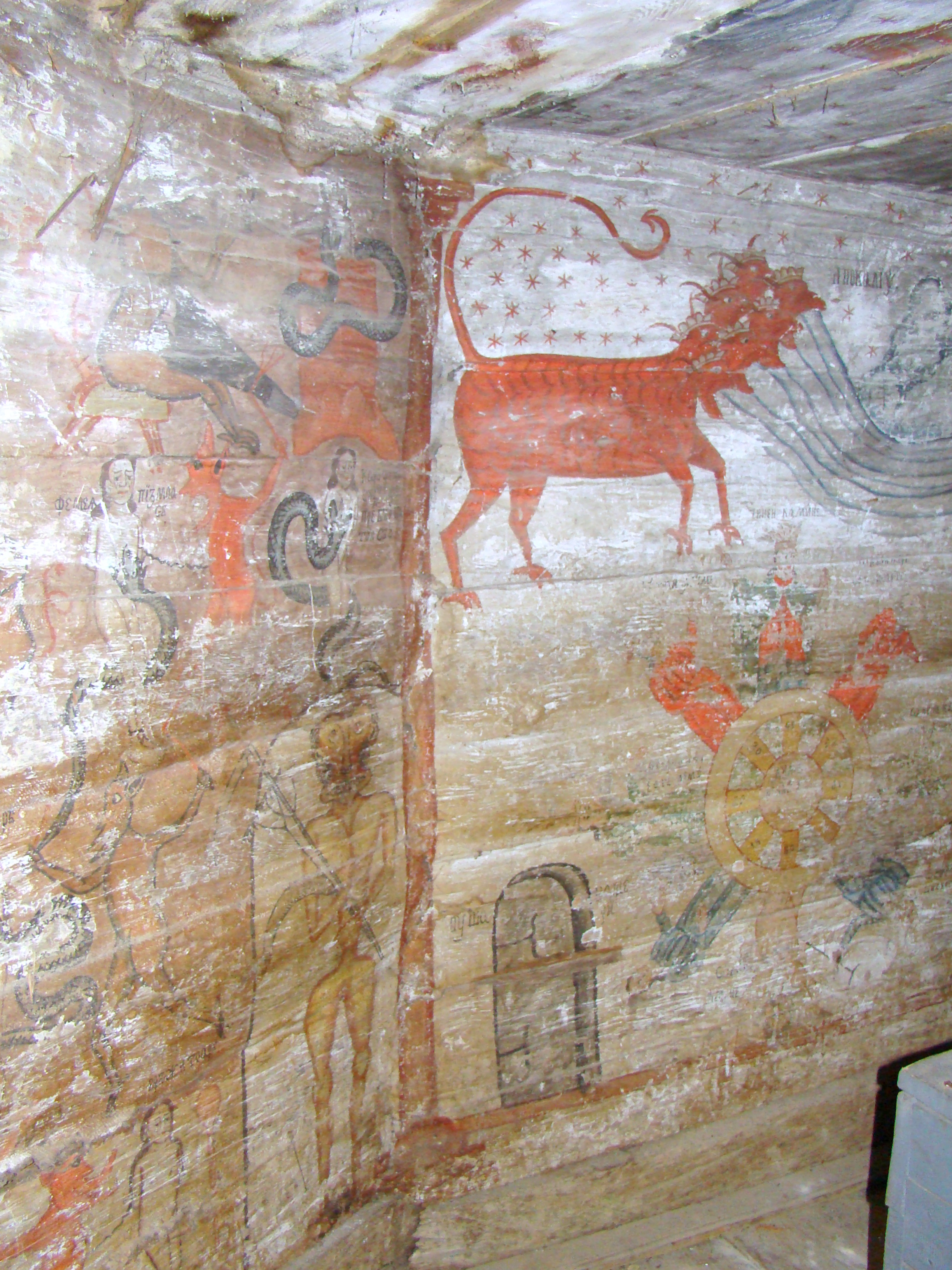
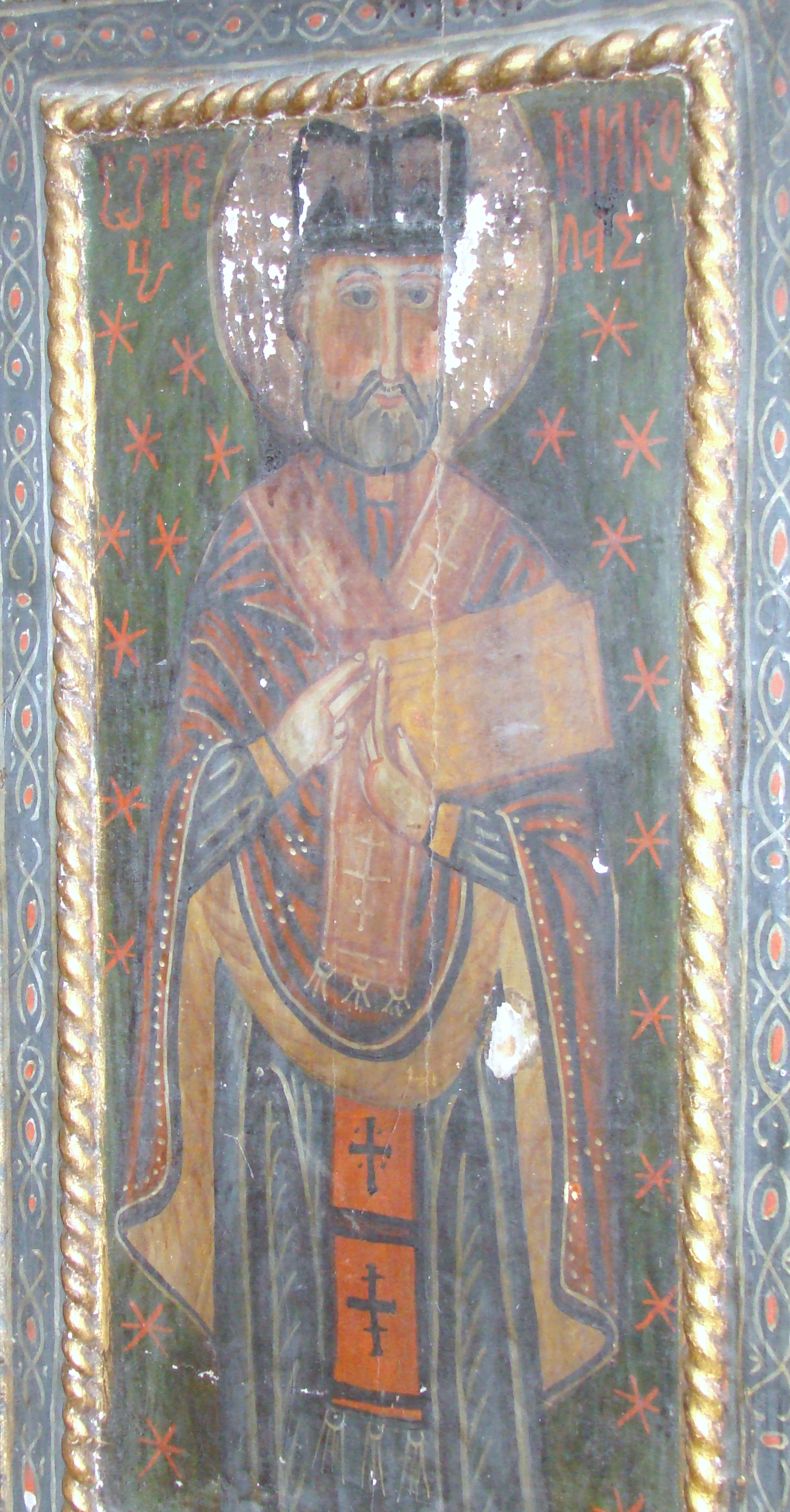
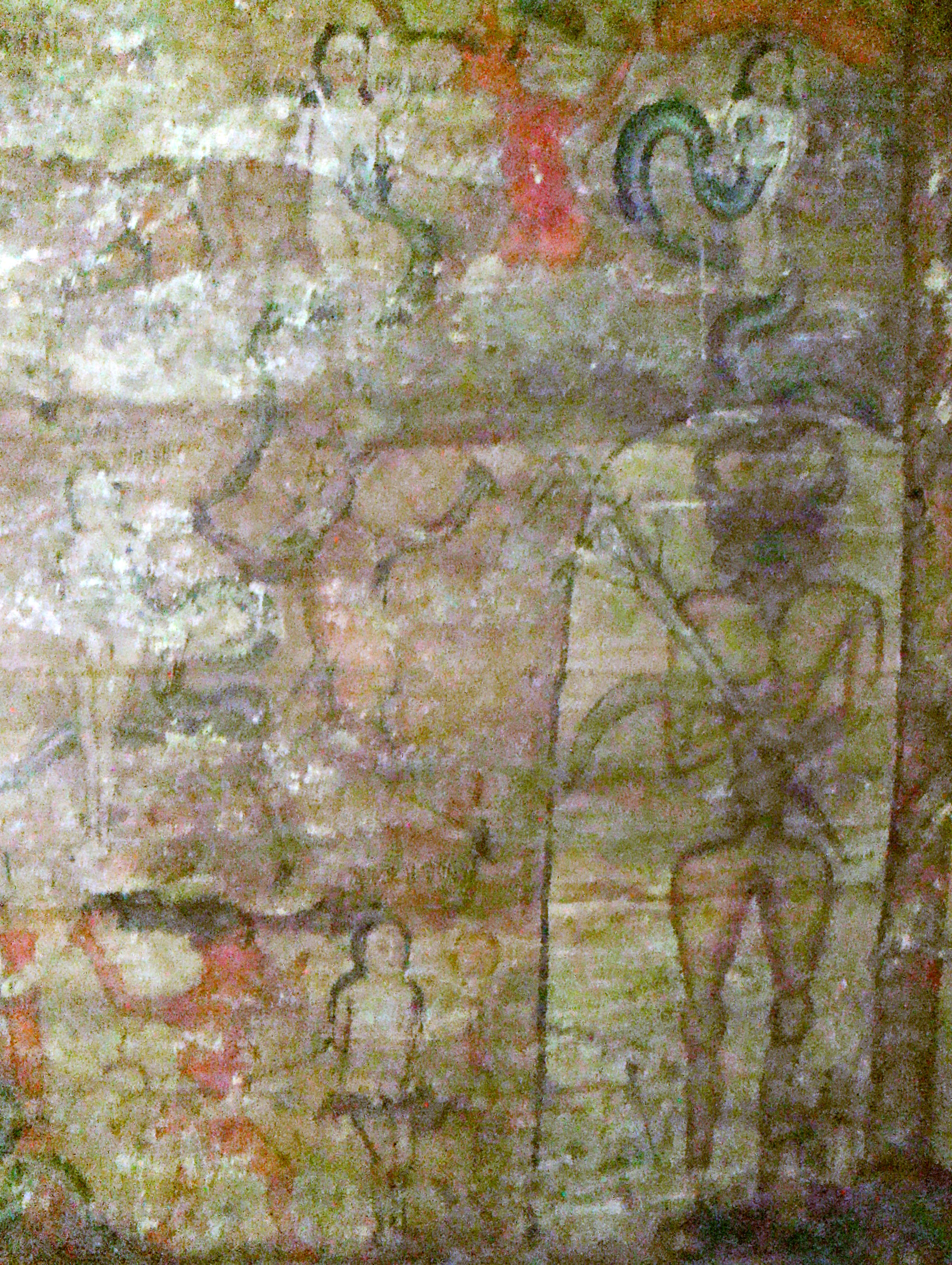
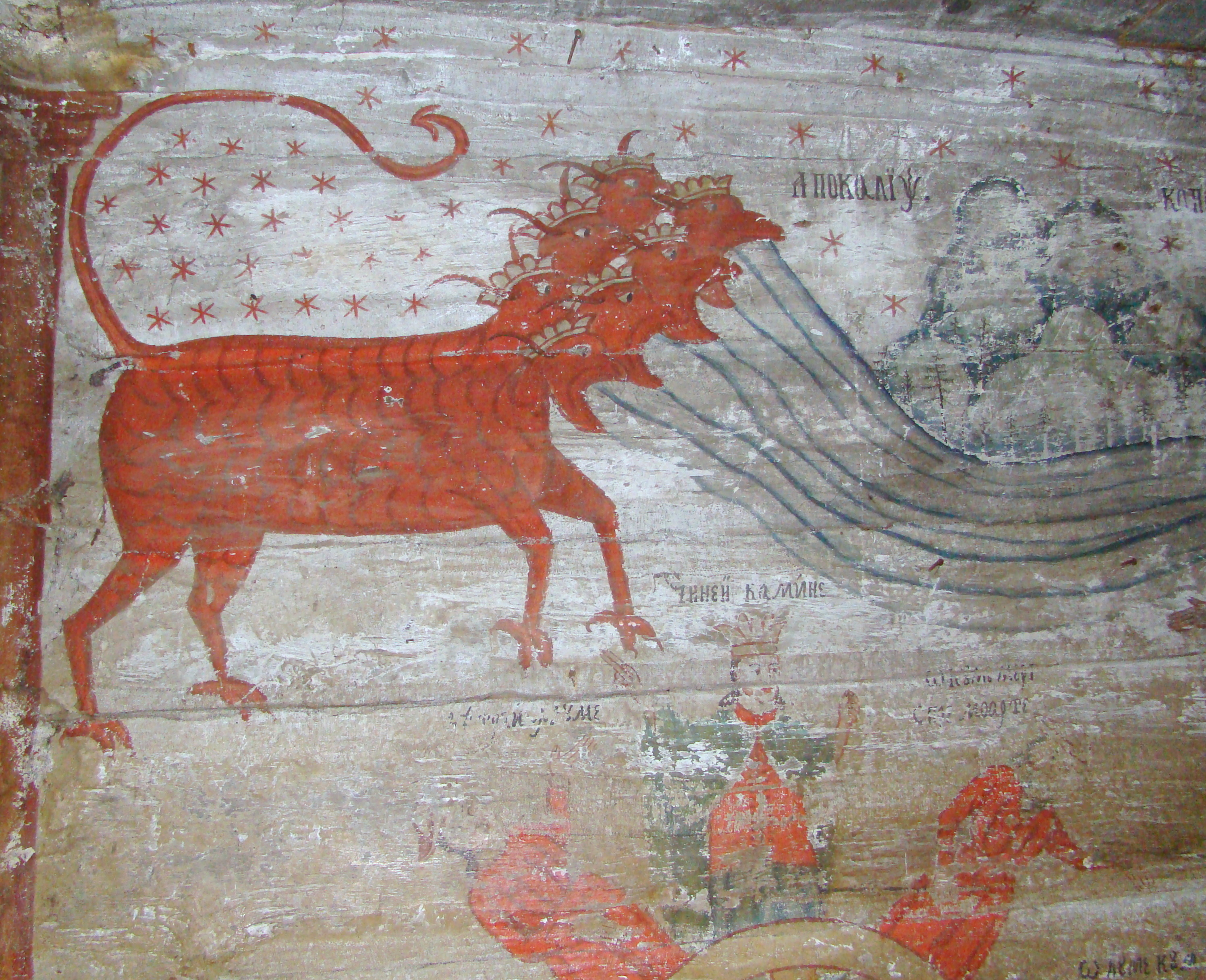
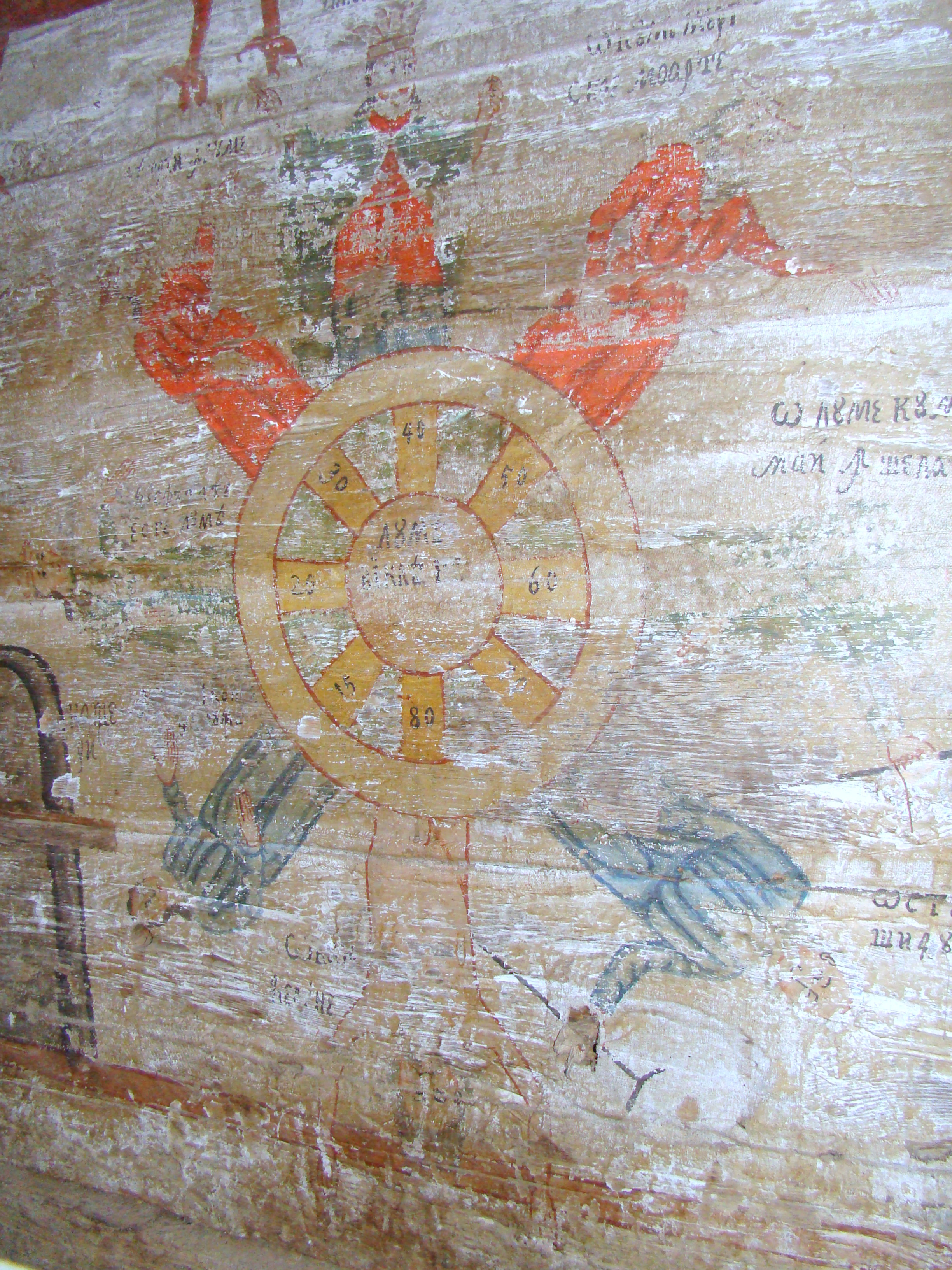
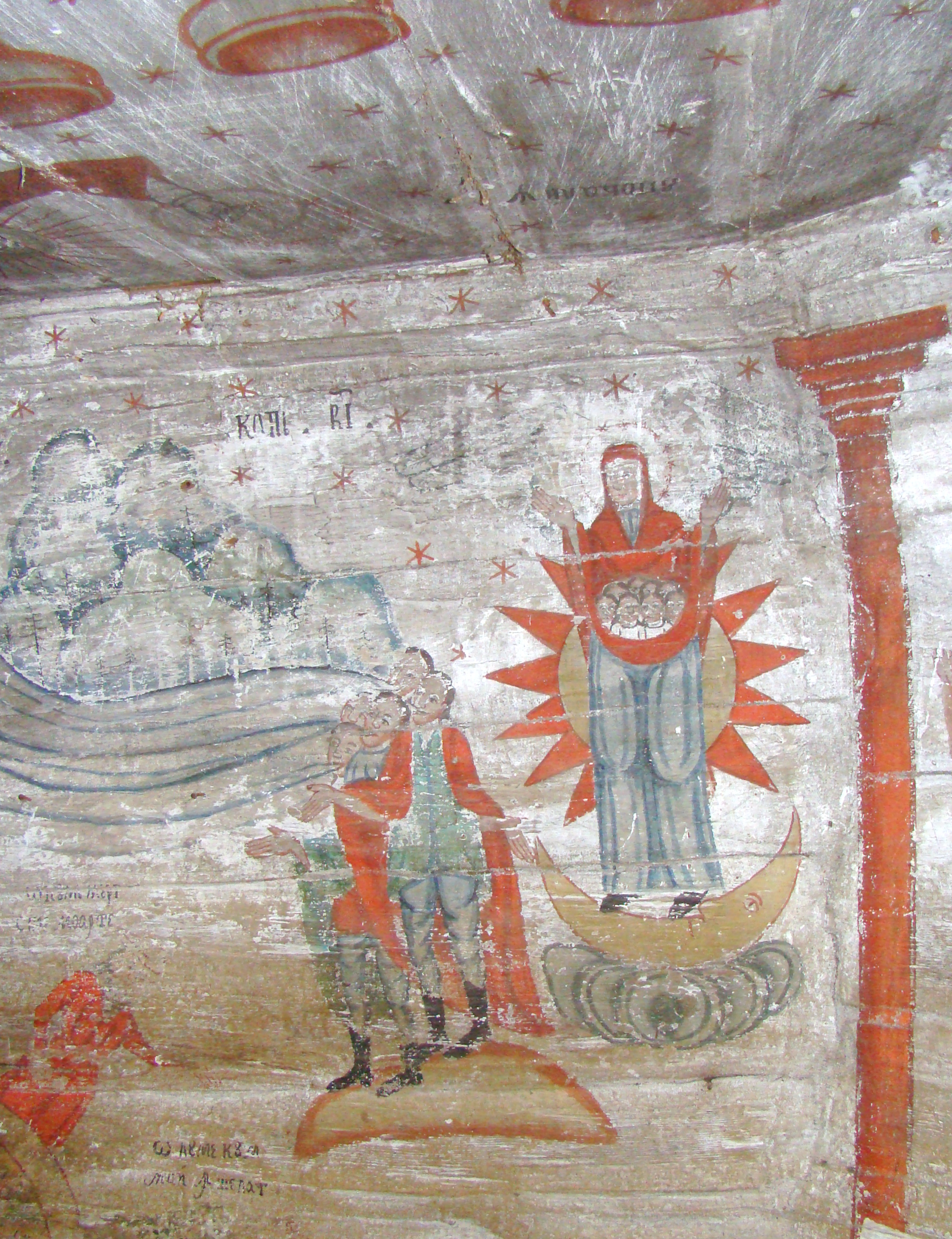
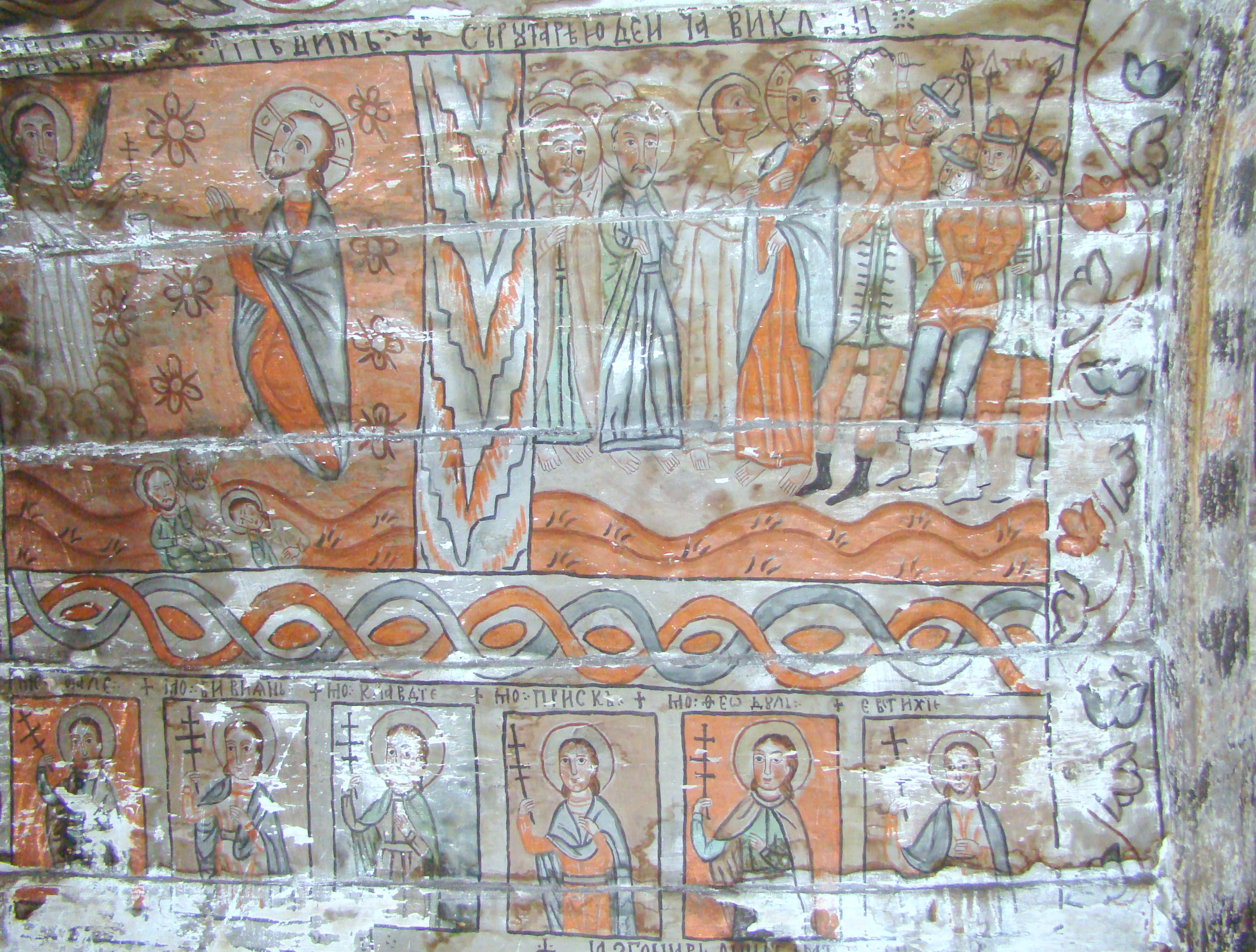
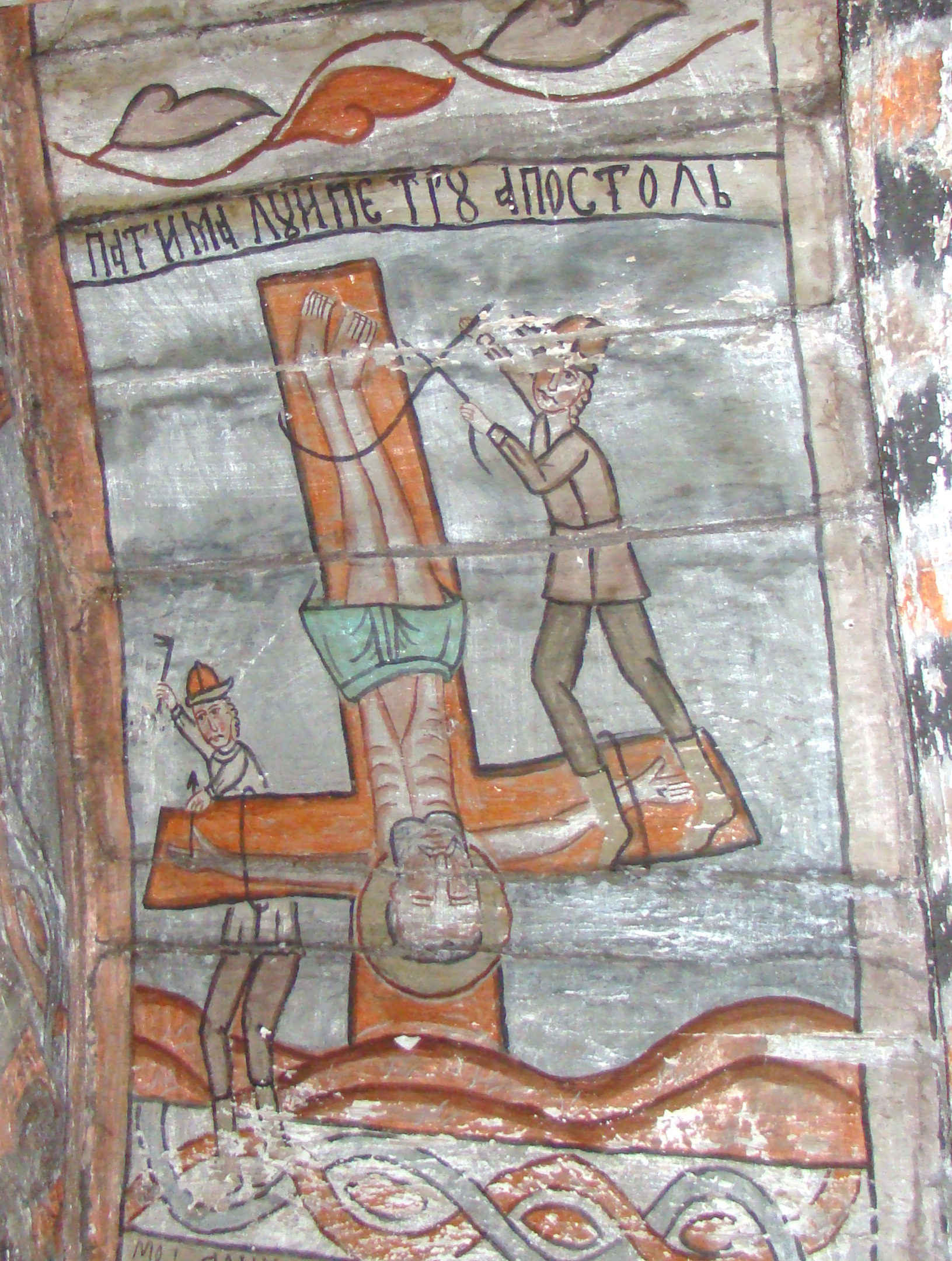
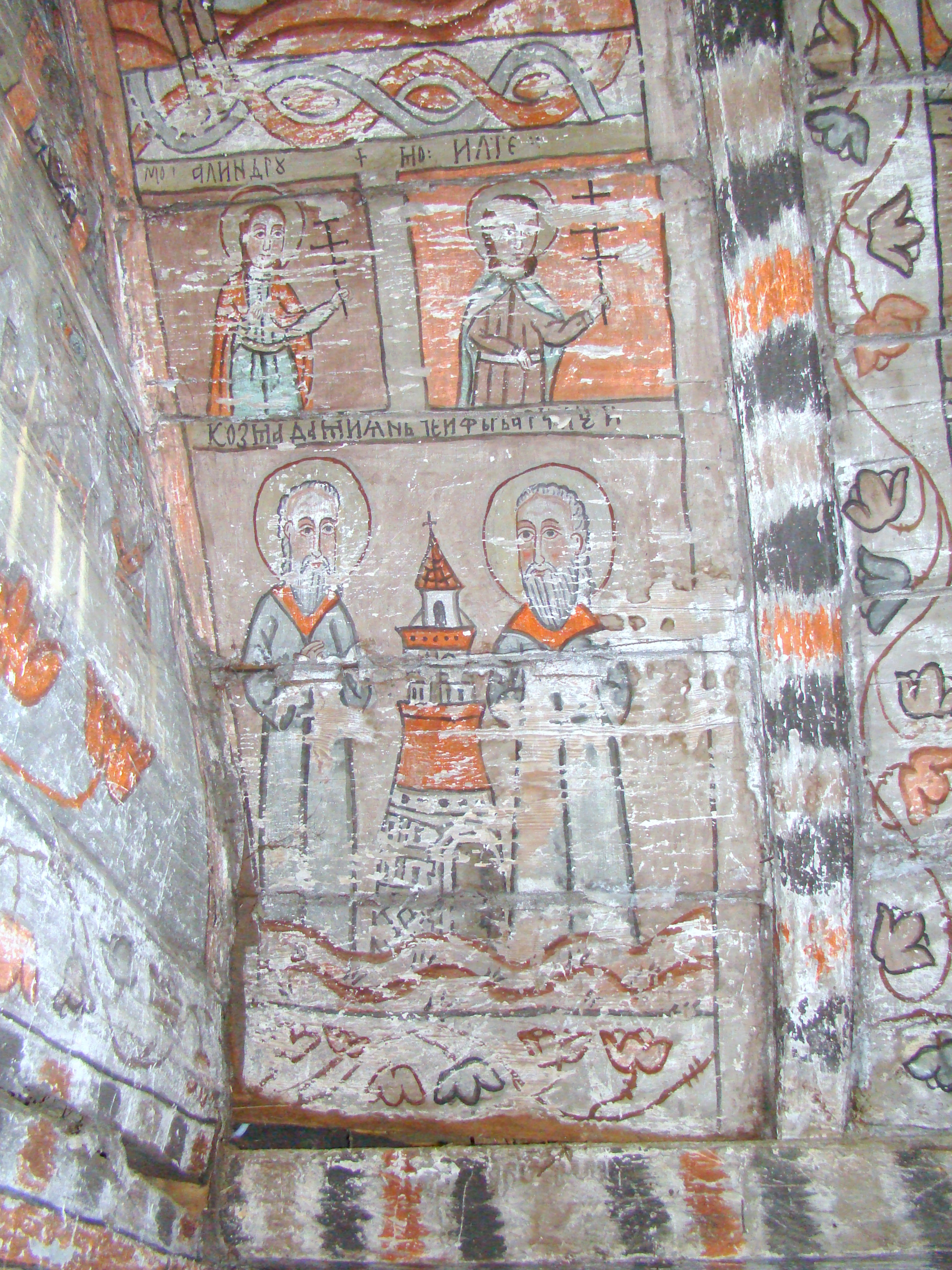
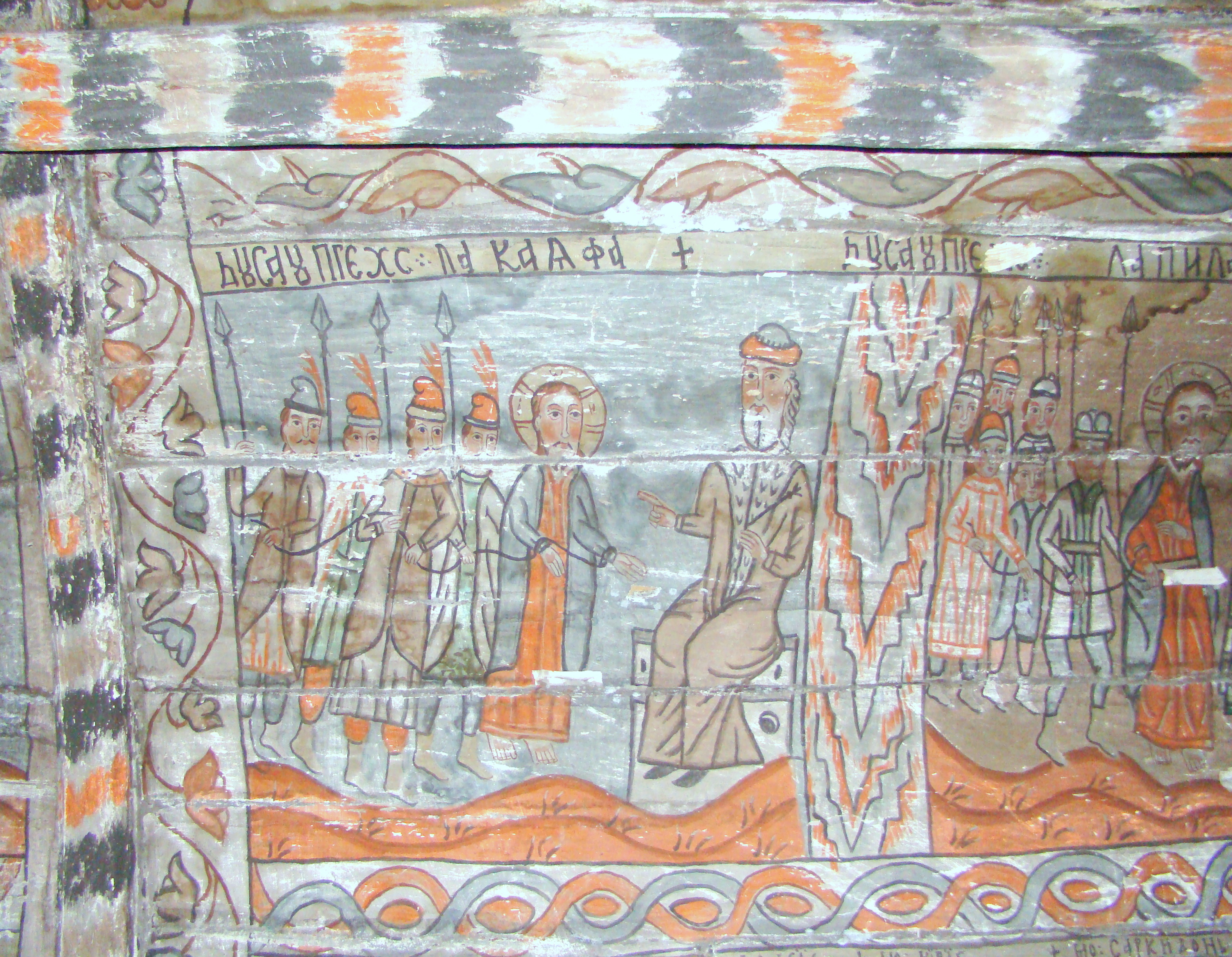
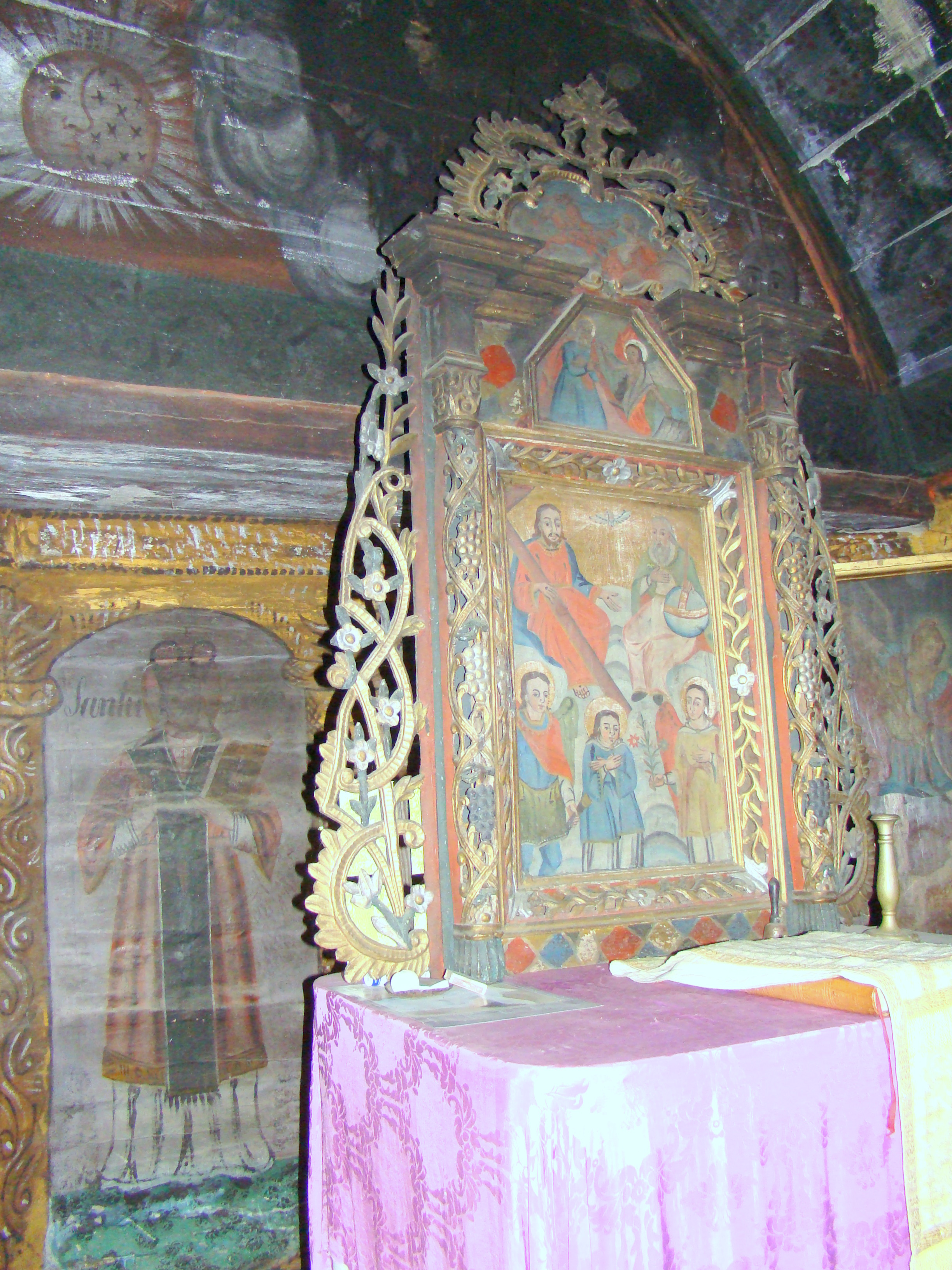
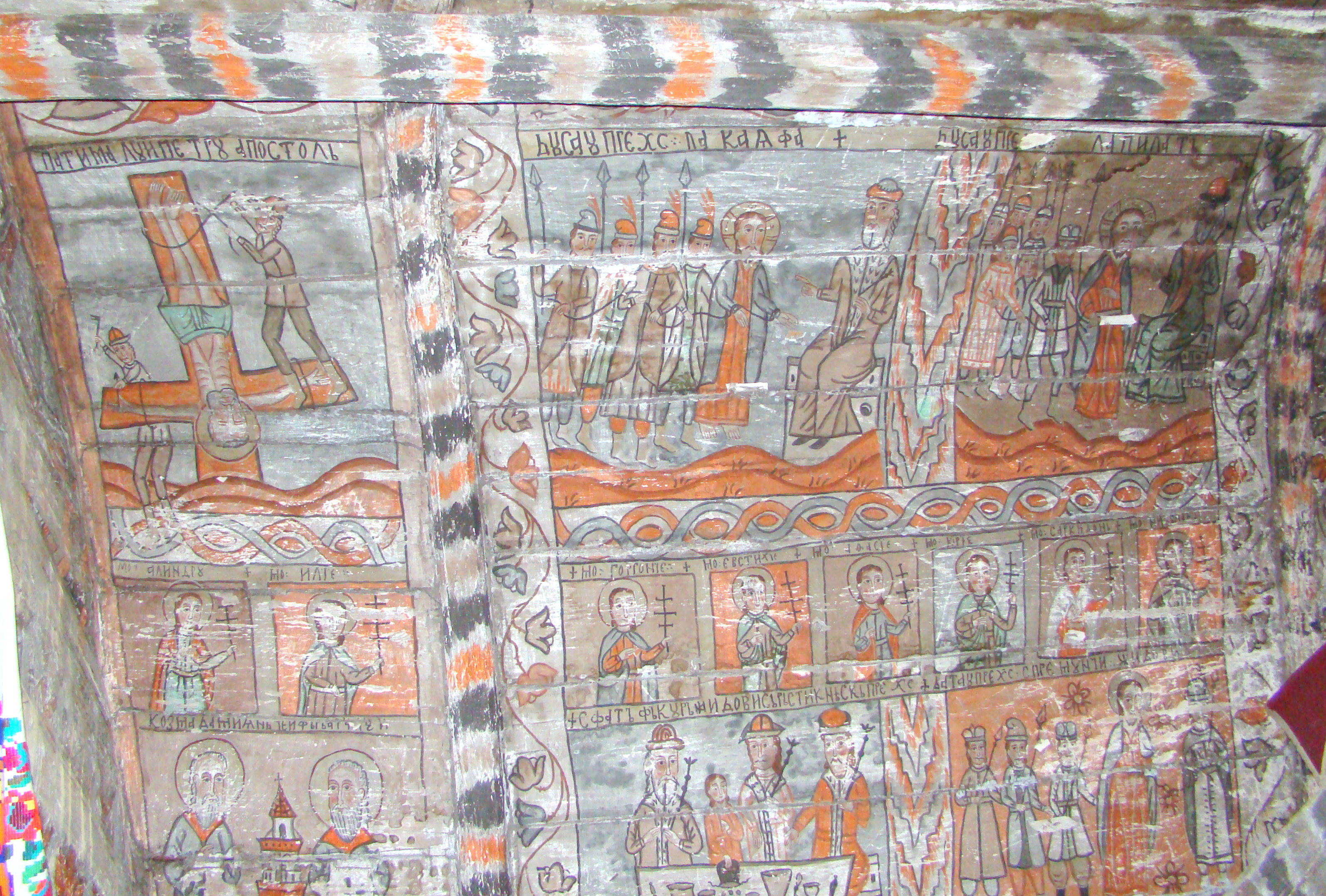
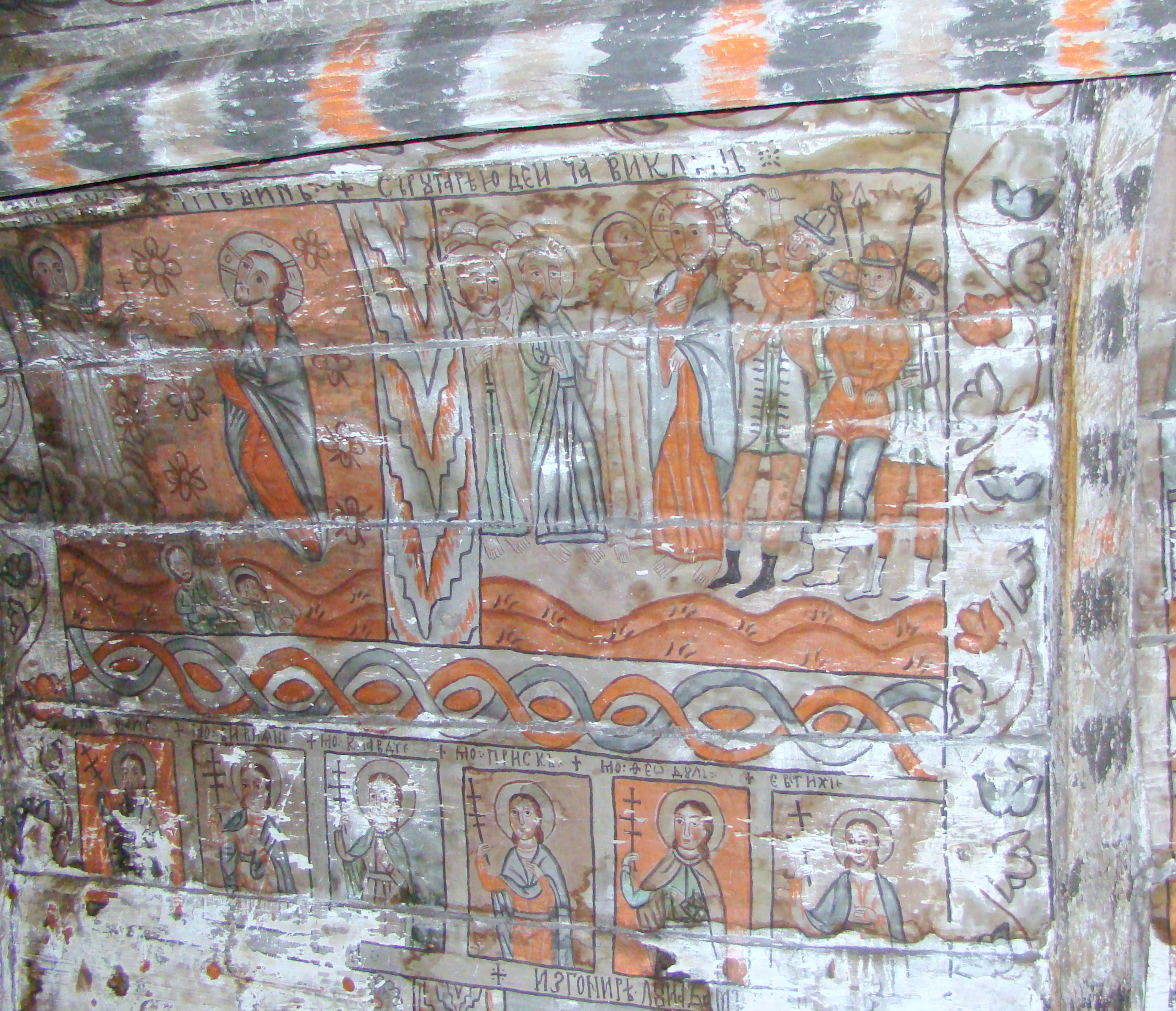
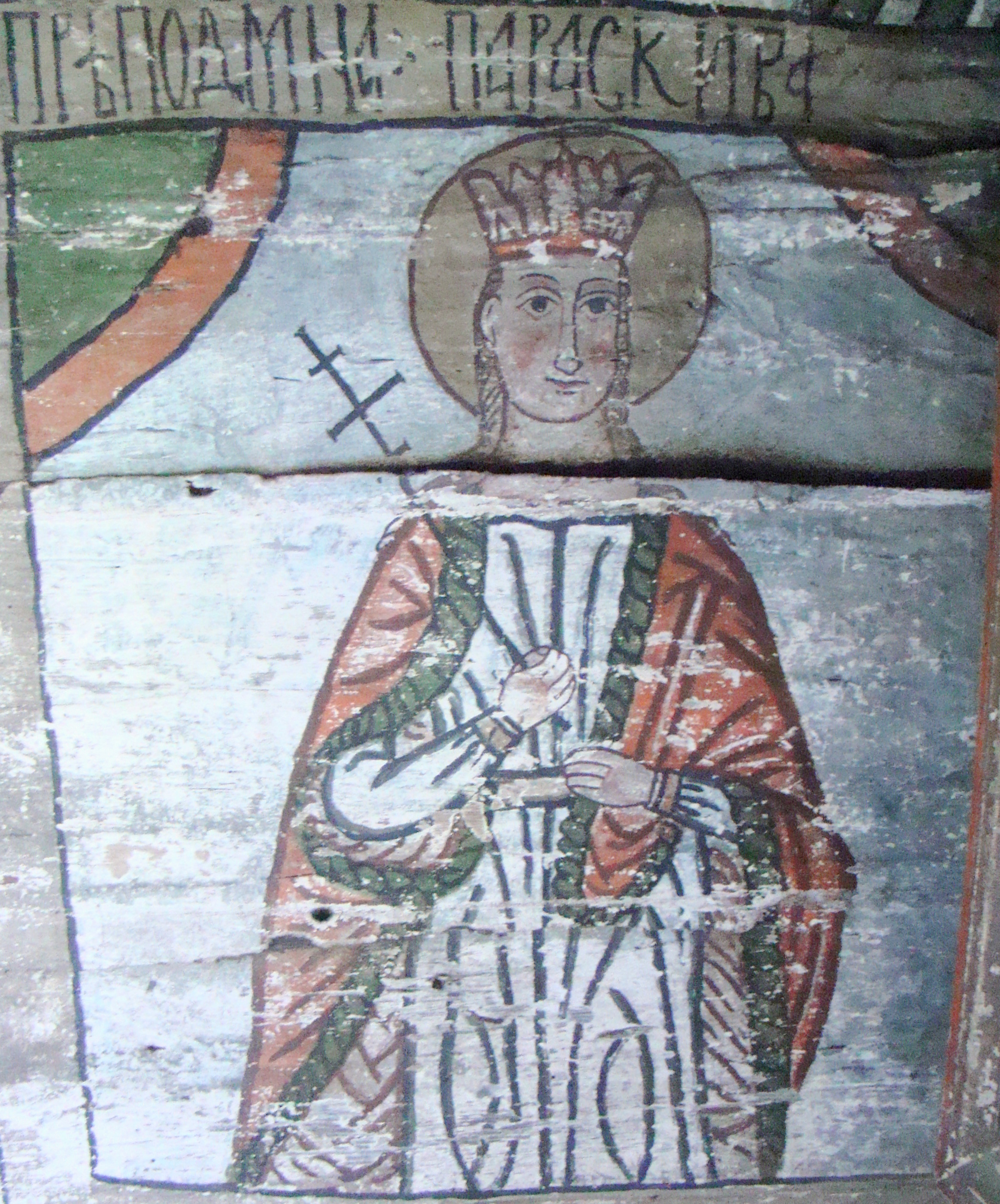
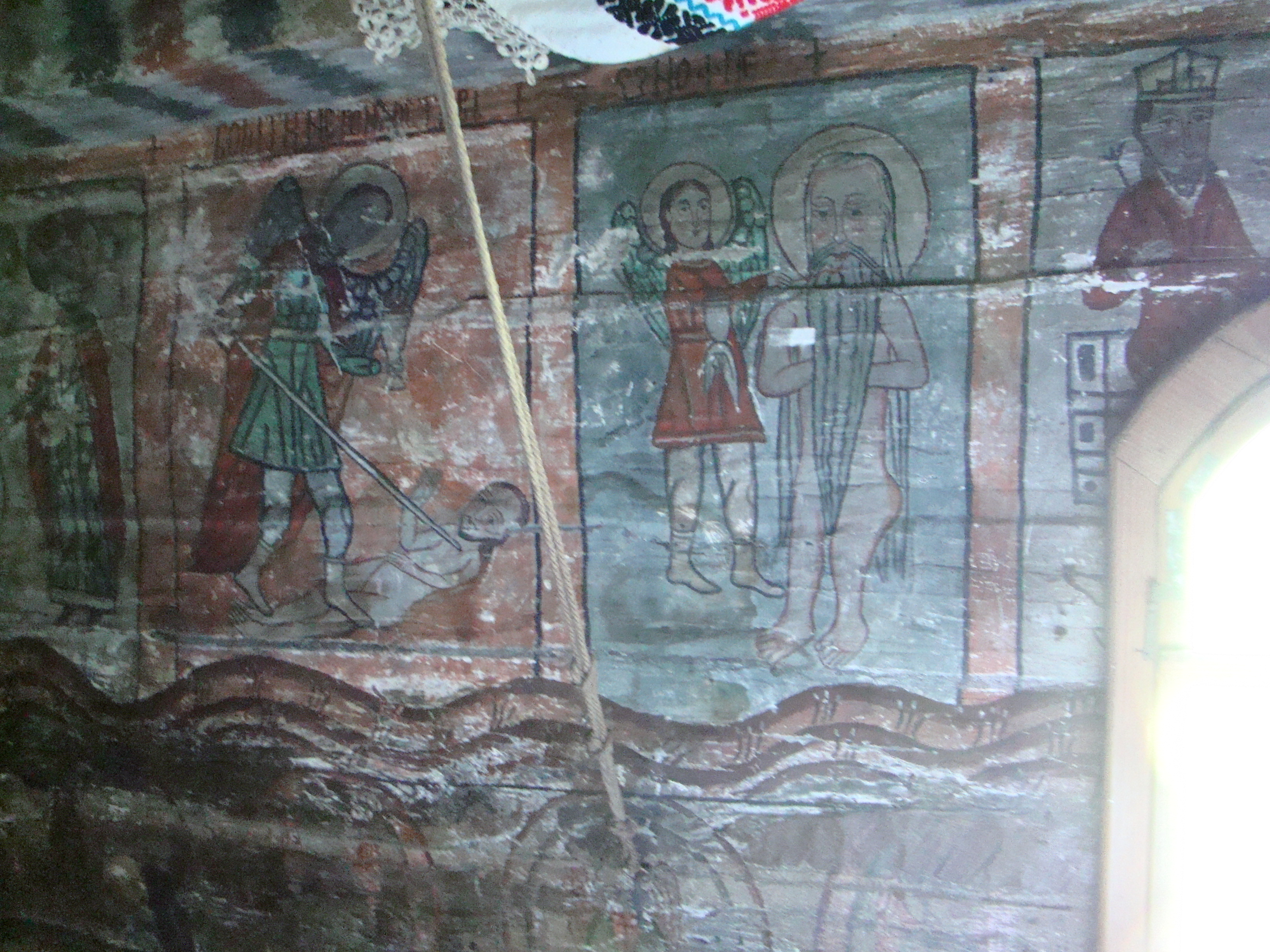
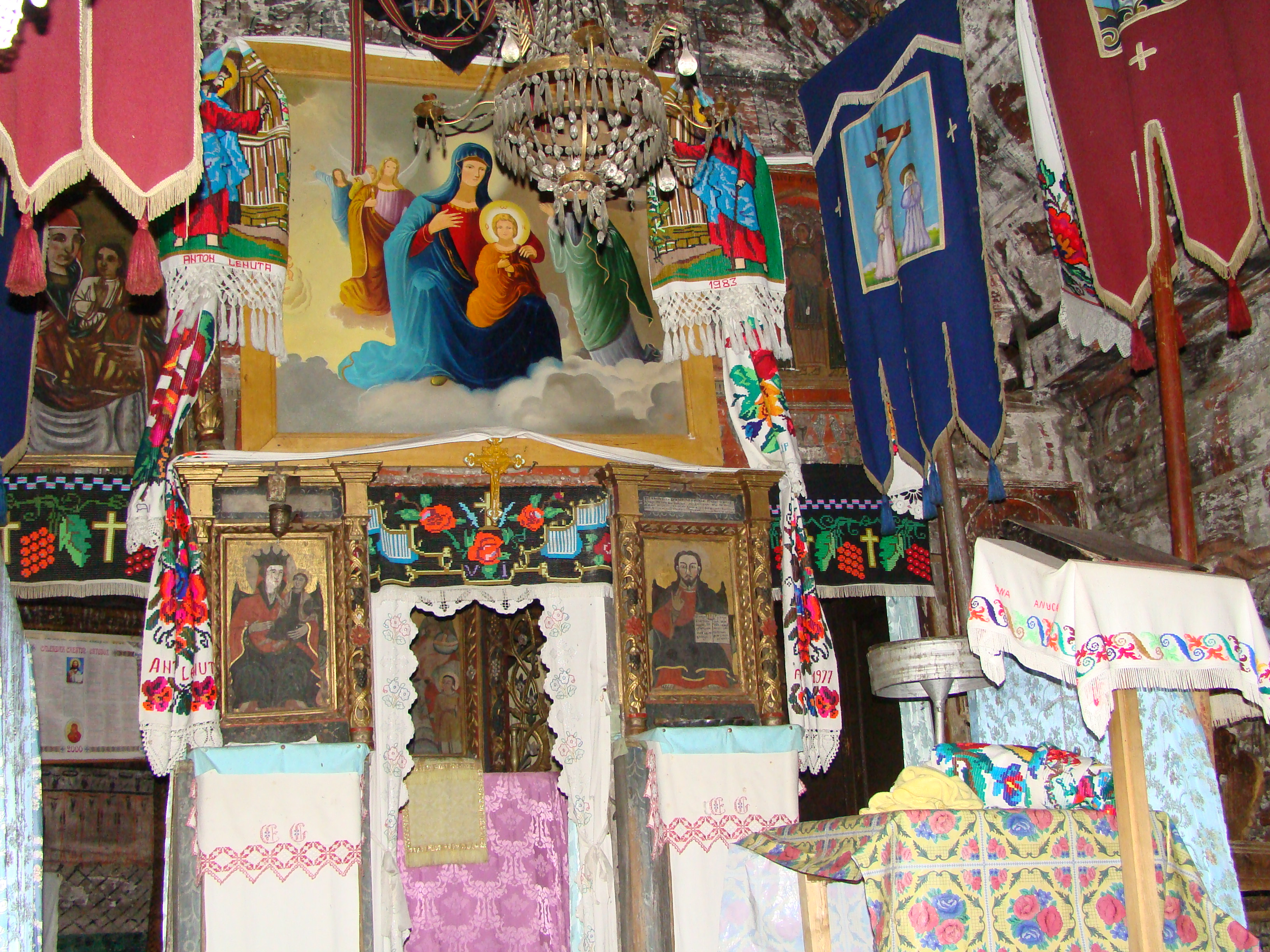
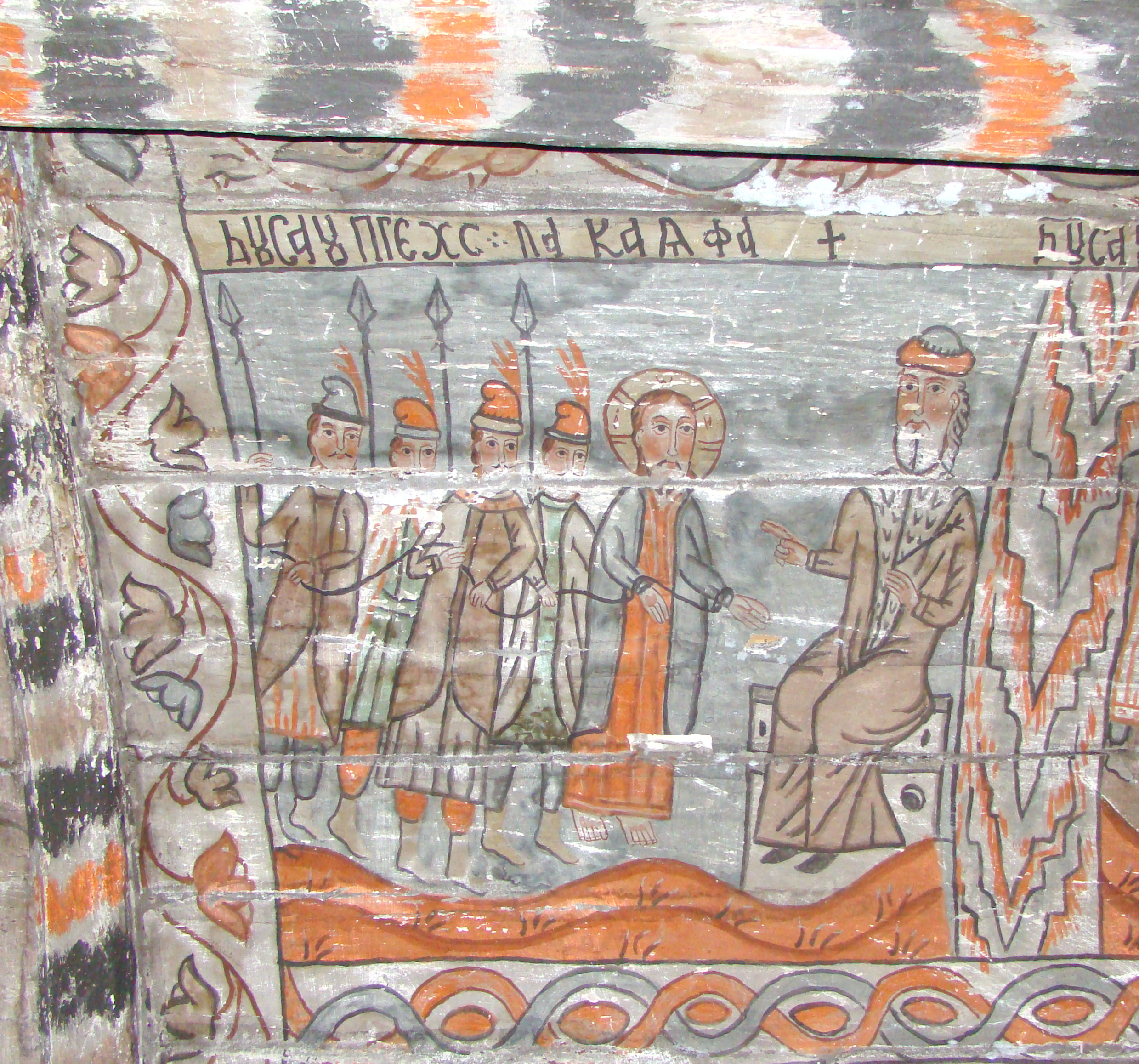